# Uppsala domkyrka
Uppsala domkyrka är en katedral i gotisk stil. Exteriört är den huvudsakligen en nygotisk tegelefterbildning av fransk höggotik runt en medeltida stomme. Den är domkyrka i Uppsala ärkestift, församlingskyrka för Uppsala domkyrkoförsamling, och utgör en rikshelgedom för Svenska kyrkan. I kyrkan förvaras Sankt Eriks reliker i Eriks skrin och en relik av den heliga Birgitta i ett silverskrin i Finstakoret. Sankt Erik blev sedermera Sveriges nationalhelgon och Heliga Birgitta blev Europas skyddspatron. Kyrkan har också traditionellt varit den svenska kröningskyrkan för nya kungar och drottningar. Den invigdes slutgiltigt 1435 och hade Sankt Erik, Sankt Lars och Sankt Olof som skyddspatroner.
Kyrkan är tillsammans med Nidarosdomen i Trondheim och Mariakyrkan i Gdansk den största i Östersjöregionen (och störst i Norden; 118,7 meter lång och lika hög i de båda västtornen). Den största av dess fem kyrkklockor, kallad Storan, är med sina 7 360 kg Sveriges största kyrkklocka.
Svenska kyrkan gör uppskattningen att cirka en halv miljon människor besöker Uppsala domkyrka varje år. Bland kyrkoskatterna finns bland annat det förgyllda skrinet med Erik den heliges reliker som står i ett sidokapell nära högaltaret. Även Gustav Vasa, Johan III och deras gemåler, Magnus Stenbock, Emanuel Swedenborg, Carl von Linné och Nathan Söderblom är begravda i Uppsala domkyrka. I norra tornet finns sedan renoveringen på 1970-talet ett museum med kyrkliga textilier. Södra portalen har en rik uppsättning stenskulpturer från början av 1300-talet och ovanför den finns Sonens fönster, under medeltiden kallat Stora glas, som är Sveriges största kyrkfönster (totalt 119 kvadratmeter).
Domkyrkan är av gammal hävd en av landets kröningskyrkor, och sedan Kristoffer av Bayern som kröntes 1441 kröntes de flesta svenska monarker fram till Ulrika Eleonora 1719 i domkyrkan. Undantaget Karl XII, drottning Kristina, och Kristian II som alla kröntes i Stockholm.

## Kyrkans historia

### Byggnadshistoria

Uppsala domkyrkas plan vid medeltidens slut med markerad byggnadskronologi.

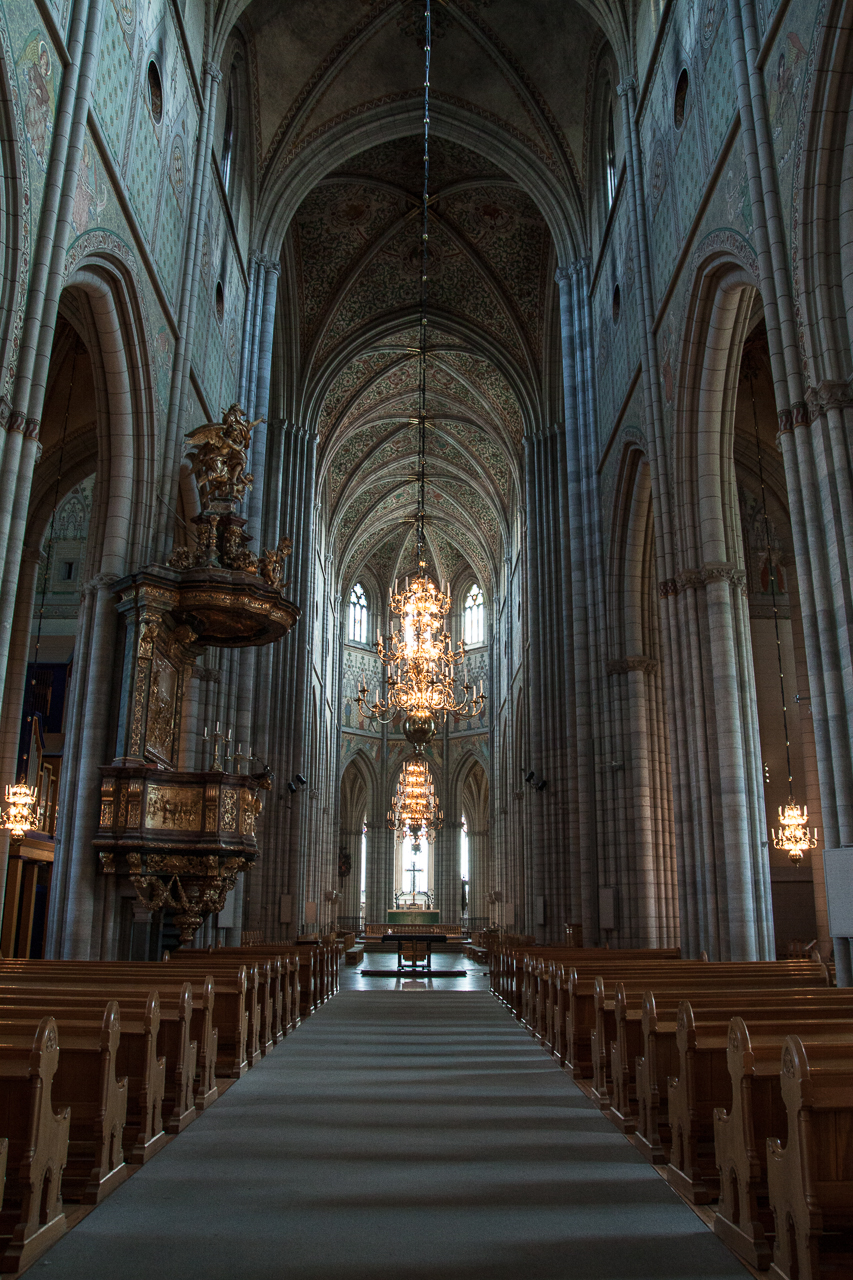
Uppsala domkyrka, interiören sett mot öster.

Efter en brand i den tidigare domkyrkan (i Gamla Uppsala) gav påven år 1258 tillstånd att flytta biskopssätet ifrån Gamla Uppsala till nuvarande Uppsala (Östra Aros). Flyttningen till Domberget i nuvarande Uppsala skedde 1273, och till en början torde Sankt Erik kapell använts för gudstjänsterna. Äldre uppgifter om att Trefaldighetskyrkans föregångare skulle ha legat på nuvarande domkyrkans plats är sannolikt felaktiga.

#### Från grundläggning till Zettervall

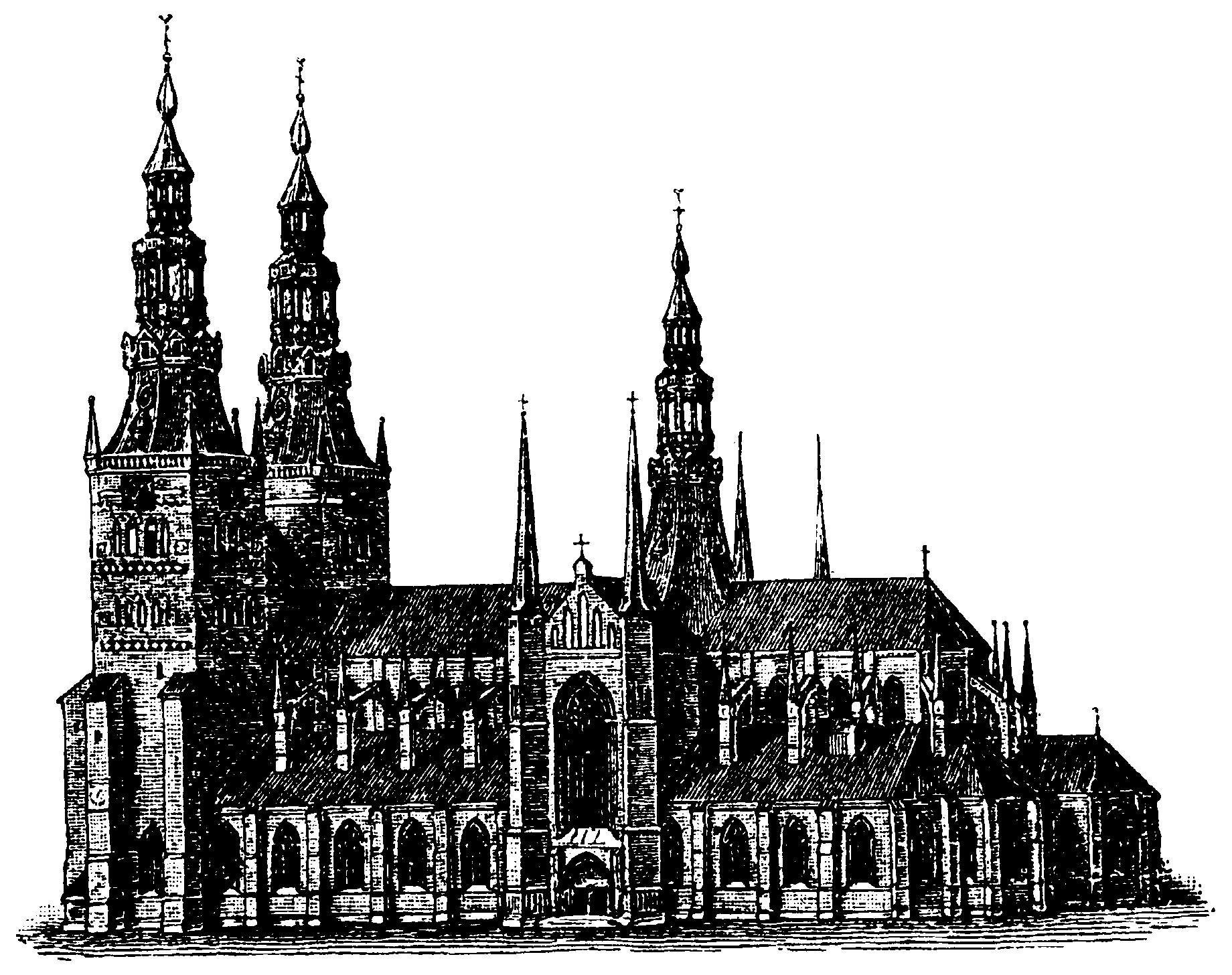
Uppsala domkyrka 1619–1702, södra fasaden.

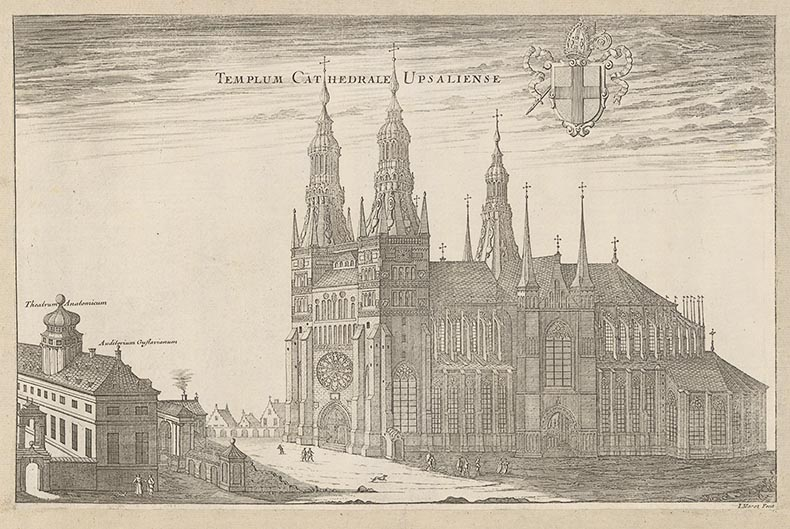
Domkyrkan avbildad i Suecia antiqua et hodierna, cirka 1690.

Bygget började 1272 eller 1273 under ledning av en anonym fransk arkitekt. Det avbröts tillfälligt omkring 1280, troligen på grund av pengabrist, och den franska byggnadshyttan reste hem. De hann bygga nedre delarna av kapitelsalen (nuvarande Jagellonska gravkoret) och de två kapellen på nordsidan av koret (se planritning). Materialet var främst tegel, men kalksten från Gotland och från ett mindre stenbrott i Lena socken användes för pelare, fönster och andra detaljer.
1287 inkallades en ny grupp fransmän under ledning av stenmästaren Etienne de Bonneuil. Bygget fortsatte där den tidigare byggnadshyttan hade slutat, med användande av samma ritningar. Man byggde medsols runt koret, och senast 1310 kunde sydportalen tas i bruk. Den blev Nordens mest utsmyckade portal, med en mängd reliefplattor och skulpturer i nischer. Men den var inte avpassad för klimatet och fick efterhand stora skador som bara hjälpligt reparerades. Nordportalen byggdes några år senare, med en enklare och klimattåligare utformning. Fram till 1430-talet hade kyrkan bara dessa två portaler, och de hade stora skulpturer av skyddshelgonen Sankt Erik och Sankt Lars. Eriksbilden (försvunnen sedan 1500-talet) stod i den södra portalen, Larsbilden (bevarad förutom huvudet) i den norra. Gravstenar tyder på att högkoret togs i bruk mellan 1314 och 1318, med ett tillfälligt tak på låg höjd. Det sista spåret av den franska byggnadshyttan är norra korsarmens rosfönster, som sattes in omkring 1330. Fönstret var så brett att tegel inte skulle ha klarat belastningarna vid sidorna, vilket gjorde att hela muren byggdes av kalksten.
Man hade redan från början förberett för att kunna avsluta bygget efter att enbart koret och tvärskeppet blivit färdiga, utan något långhus. Omkring 1360 stod detta bygge klart, förutom några valv kring korsmitten.
1366 nämns en Nikolaus (Nils) från Västerås som byggets ledare, och troligen var det han som påbörjade långhuset. Enligt ursprungsplanerna skulle långhuset inte haft några sidokapell, men sådana hade blivit vanliga på kontinenten och tillfogades nu ritningen. 1380 omtalas ett av kapellen på nordsidan, och det anges att detta byggnadsparti var nytt. Sydsidan påbörjades något decennium efter nordsidan. 1402 inträffade ett ras på sydsidan, men troligen försenades bygget bara ett par år.
1431 påbörjades västpartiet, och till en början koncentrerade man sig på portalen och rosfönstret ovanför. Det var med detta ofärdiga västparti som domkyrkan invigdes 1435. Att domkyrkan nu hade fått tre portaler gjorde att skulpturerna flyttades om. Erik sattes i västportalen, Lars i söder. En Olovsskulptur som troligen hade stått i Eriks och Olovs kor flyttades ut till nordportalen och fick en ny sockel för att passa i storlek. Denna skulptur har givit upphov till tron att Olov var ett av kyrkans skyddshelgon, men det är fel.[källa behövs] Västtornen började byggas i slutet av 1430-talet. På 1400-talet fick norra och södra korsarmen varsin murad läktare, och en tredje läktare fanns under södra västtornet. 1447 drabbades domkyrkan av en brand, men att inga inventarier förstördes visar att alla valv nu fanns på plats. Bygget fortsatte med de höga västtornen, men troligen var de inte färdiga då reformationen 1527 drog undan det ekonomiska underlaget för kyrkbygget.
Efter en stor brand 1572 understöddes reparationerna av kung Johan III, och under denna tid tillfogades strävbågar på utsidan. Nya höga tornspiror i nederländsk renässansstil byggdes 1614–1619 efter ritningar av Gerhard de Besche, senare följd av en snarlik takryttare. Med det Oxenstiernska gravkoret, troligen efter Nicodemus Tessin d.y:s ritningar, fick planformen sin nuvarande utsträckning 1691–1692. 1702 förstördes kyrkan, och nästan alla inventarier, i en våldsam brand. Återställningsarbetet skedde i etapper och fullbordades av låga tornhuvar 1741–1748, ritade av överintendenten Carl Hårleman. De skadade, men bevarade gotiska murarna kompletterades med strävbågar, yttertak och inredning i barockstil. Åren 1831–1841 omgestaltades Vasakoret och försågs med fresker av Johan Gustaf Sandberg och glasmålningar av Johan Way.
Under sent 1860- och tidigt 1870-tal arbetade arkitekten Adrian Crispin Peterson med flera projekt rörande interiören i egenskap av e.o. arkitekt vid Överintendentsämbetet, samt enda praktiserande arkitekt i Uppsala under perioden. Förutom en ny orgelfasad, finns ritningar på skärmväggar, skrank, och förslagsritningar på renovering av Sturarnas gravkor.

#### Från och med Zettervall till nutid

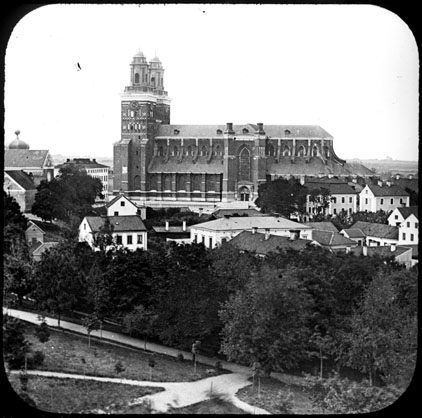
Uppsala domkyrkas exteriör 1748–1885 med Hårlemans tornhuvar.

Åren 1885–1893 gjordes en omfattande restaurering, ledd av Helgo Zettervall. Han lät riva västpartiets och tornens ytterhöljen liksom det mesta av exteriörens ytbeklädnad i resten av kyrkan. Det ursprungliga handslagna teglet ersattes av maskinslaget tegel, med annan färg och struktur. Ursprungliga ytor finns dock kvar i nästan alla byggnadspartier. Nya strävbågar byggdes, och murkrönen fick gesimser och fialer. Tornen gjordes lika höga som kyrkan är lång och kröntes med de nuvarande tornspirorna, vars stommar av järn restes i snabb takt sommaren 1889. Korsmitten fick återigen en takryttare, så som den haft fram till 1702.
Zettervalls avsikt med restaureringen var att ge kyrkan en enhetlig karaktär med utgångspunkt från den franska höggotiska katedralarkitektur som präglade planen och kyrkorummet. Senare tillägg med annan karaktär, som tornens sengotiska fasader och tornhuvarna i senbarock omgestaltades därför. Restaureringsprincipens främste företrädare var Viollet-le-Duc, som restaurerat flera katedraler i Frankrike. En motsvarande restaurering hade Zettervall genomdrivit av Lunds domkyrka. När Anton Niklas Sundberg, som verkat i Lund, tillträdde som ärkebiskop förmedlade han kontakten med Zettervall, som lämnade ett första restaureringsförslag 1875. 

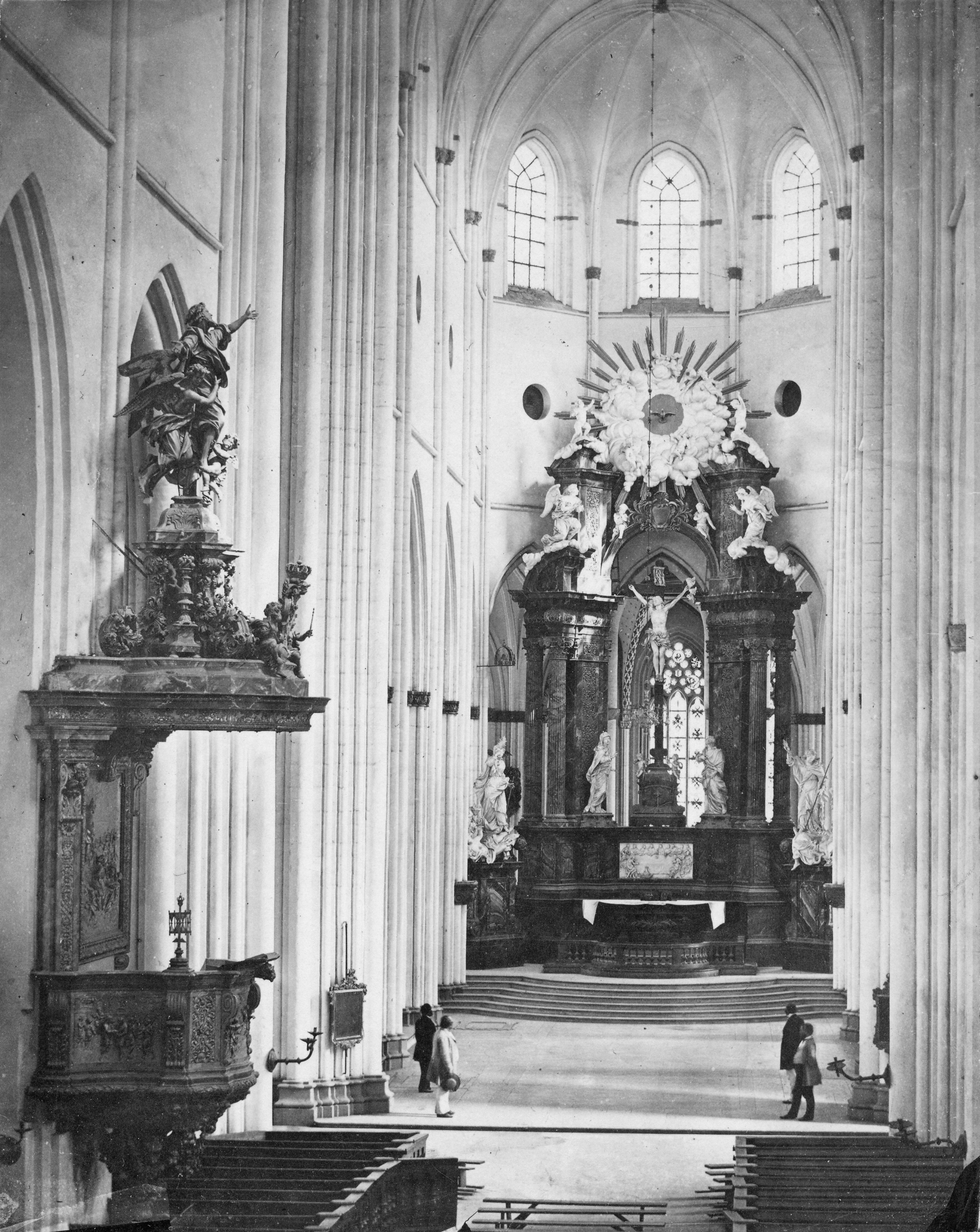
Uppsala domkyrkas interiör före restaureringen 1885–1893 visande 1700-talets inredning och vitputsade murar.

Invändigt var de främsta förändringarna att kyrkorummet försågs med muralmålningar, att fönstren försågs med nya masverk och glasmålningar efter medeltida förebilder och att altaruppsatsen och bänkinredningen byttes ut mot en ny som till stilen anslöt till gotiken. Senare tillsatser avlägsnade, som förstärkningar av långhusets pelare. Dock bevarade man gravmonumenten med deras skilda former. Som medhjälpare hade Zettervall bland andra Emil Langlet och Agi Lindegren. För kyrkorummets utsmyckning anlitades flera unga konstnärer, som senare gjorde egen karriär under 1900-talet. 
Zettervall hade för exteriörens detaljer önskat kalksten precis som i de franska katedralerna. Men av bland annat kostnadsskäl föll valet istället på det nya och i stort obeprövade materialet cement. Franska experter hade dessutom försäkrat Zettervall om att cementen med tiden skulle bilda en patina som skulle skydda mot frostsprängning och göra cementen starkare. Cementen började dock vittra och falla ner. Under 1930- till in på 1960-talen fick man därför gå in genom kyrkans huvudportal under ett skyddstak som sträckte sig en bra bit ut på Domkyrkoplan. Restaureringsprinciperna hade också redan när Zettervall påbörjade sitt arbete börjat svänga mot en större följsamhet till byggnadens förutsättningar samtidigt som synen på 1800-talets arkitektur generellt var mycket negativ vid denna tid. Under beteckningen "skyddsarbeten" förenklades fasaderna åren 1935–1953. För ledningen stod ingenjör Henrik Kreüger. På 1940-talet revs de flesta strävbågarna och ersattes med nya. De var av samma typ som kyrkan hade haft före restaureringen, men var också en del av en aldrig genomförd omvandling av domkyrkan efter förslag av arkitekten Ragnar Östberg.

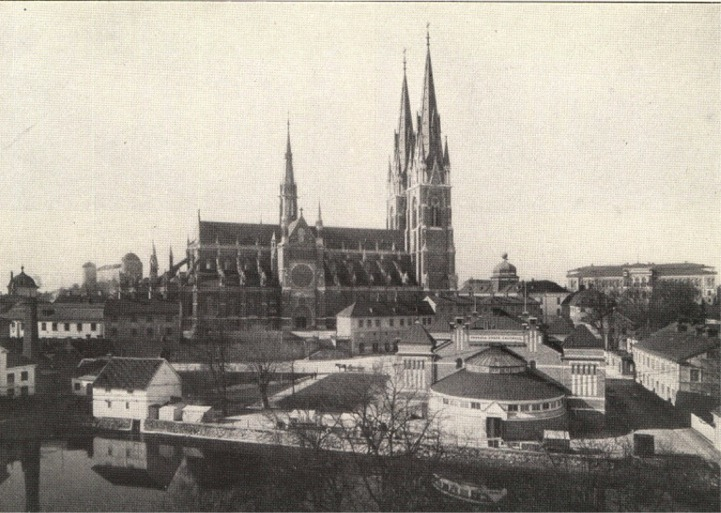
Uppsala domkyrkas exteriör efter 1893 i Zettervalls gestalt. Fialer och strävbågar förenklades 1935–1953.

Från och med 1930-talet till 1970-talet diskuterades frågan om kyrkans stil och stilistiska helhet; Zettervalls nygotik stod hos antikvarier och arkitekter fortfarande lågt i kurs. Efter att flera arkitekter gjort nya förslag fick arkitekten Åke Porne i uppdrag att leda en ny restaurering enligt den försiktiga senmodernismens ideal med återknytning till den tegelgotik som före Zettervalls restaurering präglat domkyrkan fast ännu enklare och robustare och med pregnant storskaliga kantiga former. Mot detta anfördes att även Zettervalls verk var en del av byggnadens historia och att många uppsalabor var känslomässigt fästa vid sin domkyrka så som den var. Slutet blev att man åren 1972–1976 restaurerades kyrkan grundligt, men lät den i princip behålla sin form.

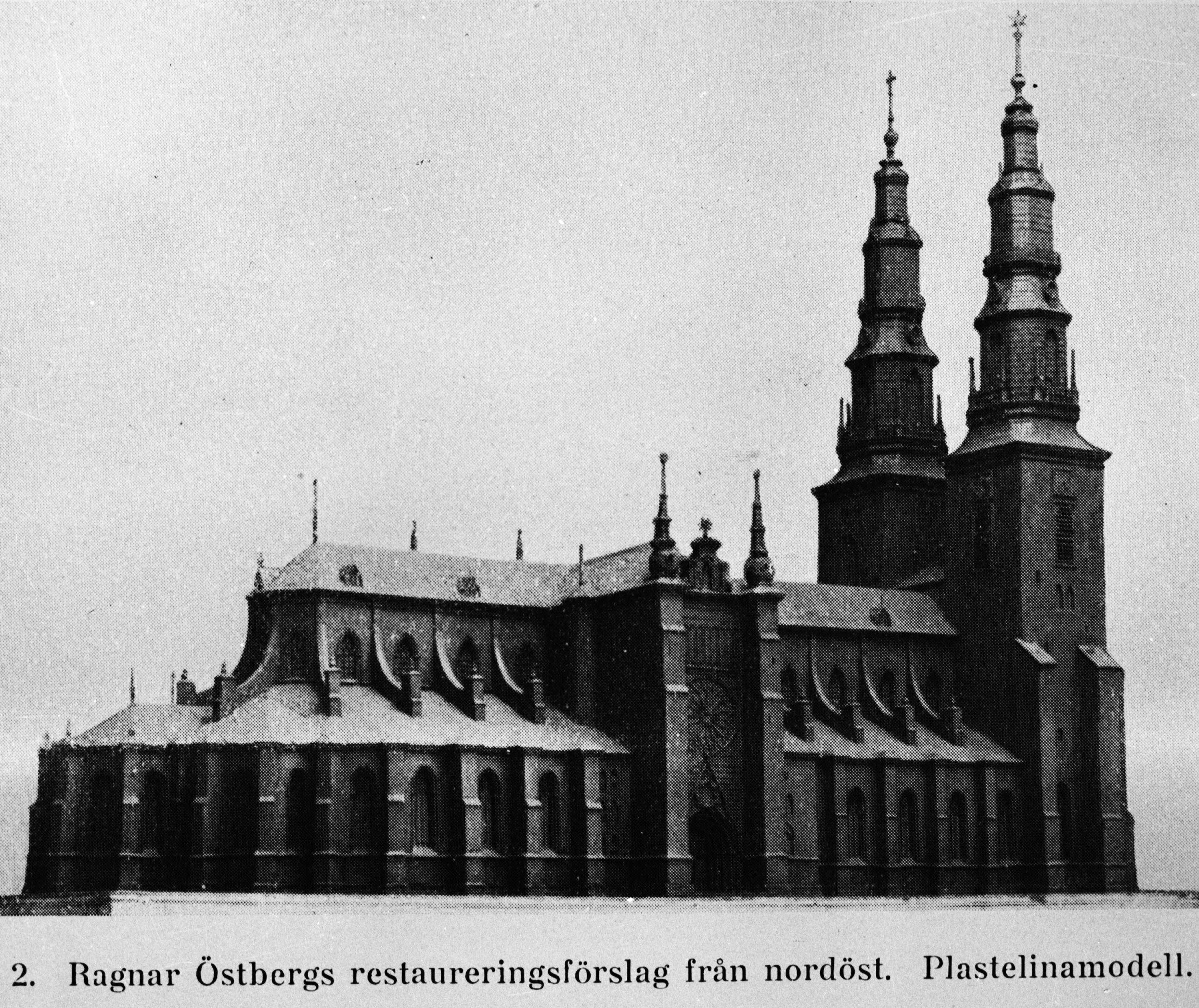
Modell av Ragnar Östbergs outförda restaureringsförslag 1940.

### Kyrkolivets historia
Domkyrkan har genom hela sin historia varit ett levande gudstjänstrum. Under medeltiden användes den för ärkebiskopens och domkapitlets gemensamma dagliga gudstjänster och varje kor hade särskilda altaren. Sedan reformationen är domkyrkan centrum för domkyrkoförsamlingens gudstjänstliv. I dess mitt står högmässan varje söndag klockan 11. Dessutom är det mässor och bönegudstjänster varje vardag. Sturekoret fungerar som avskild plats för mindre gudstjänster och kyrkliga handlingar (dop och vigsel). Domkyrkan har också ett rikt musikliv med musikgudstjänster och konserter som återkommande inslag.

## Exteriör

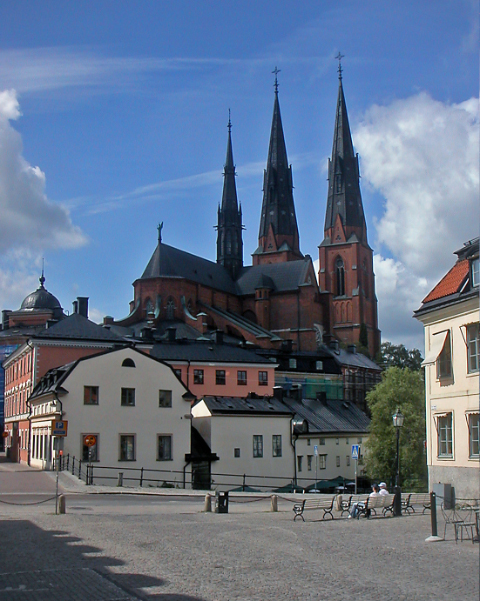
Uppsala domkyrka från Gamla torget.

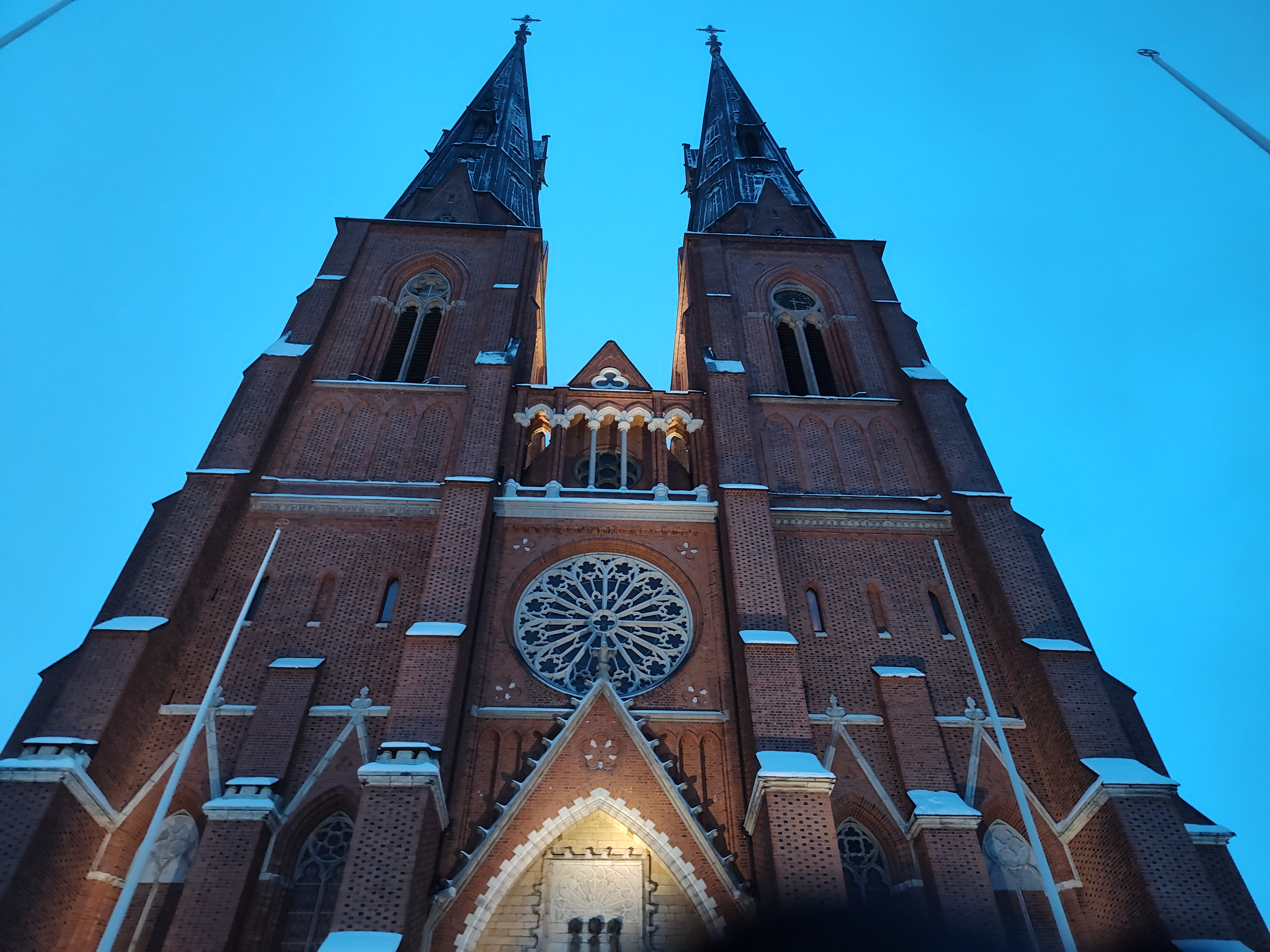
Fasaden

Uppsala domkyrka är en femskeppig, korsformad katedral efter fransk modell, med en kapellkrans runt högkoret och ett större "vårfrukor" (nu Vasakoret) i den östra änden. Den är uppförd i tegel med detaljer av kalksten och Vattholmamarmor. Grunden är av granit. De två västtornen kröns av mycket höga tornspiror i koppar, och över korsmitten står en typiskt fransk takryttare i koppar och trä. Platserna på tvärskeppens gavlar där det under större delen av kyrkans historia stått fialer står nu tomma, likaså hörnen på tornens ovansida där Zettervall placerade toureller. Klerestorievåningen stöds av på sydsidan och runt högkoret kontreforter av barockkaraktär och på nordsidan gotiska strävbågar.

## Interiör

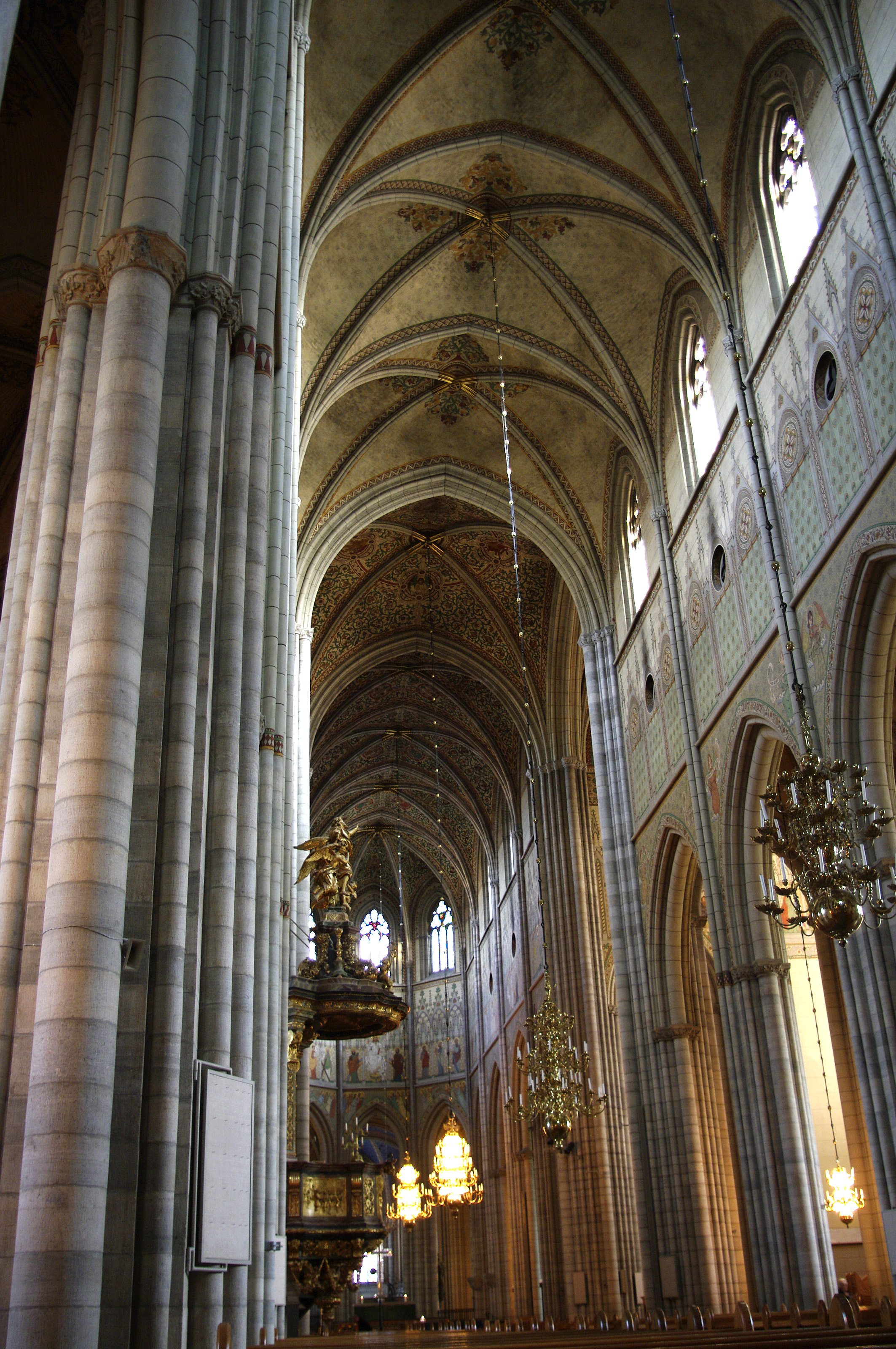
Mittskeppet mot öster.

### Finstakoret
I Finstakoret finns den heliga Birgittas och Erik den heliges reliker (se nedan).
I Finstakoret ligger även Birgittas föräldrar, lagman Birger Persson och hans hustru Ingeborg av Finsta, och Birgittas syskon begravda. Till vänster på gravstenen finns sönerna avbildade och till höger döttrarna. Tonårsdottern Birgitta finns avbildad längst ner till höger. Denna gravsten är en av domkyrkans äldsta.
På golvet finns en minnesplatta från påven Johannes Paulus II:s besök i Sverige 1989.

### Sturekoret
Här är bland annat de medlemmar begravda av adelsätten Sture, vilka mördades av Erik XIV i Sturemorden i fängelsevalven på Uppsala slott 1567. Minnestavlan på västra väggen berättar om dem. De kläder de bar vid händelsen finns bevarade i domkyrkans Skattkammare. Sturekoret är i dag platsen för domkyrkans dagliga, mindre gudstjänster.

### Vasakoret
Kyrkans största kor. Det invigdes till Jungfru Maria och kallades tidigare även Vårfrukoret. Se Vasakoret, Uppsala domkyrka.

### Jagellonska koret
Medan kung Gustav I, hans tre drottningar, sonen Johan III och dennes andra drottning fick sina gravar under Vasakoret, fick Johans första drottning Katarina Jagellonica en egen grav i närheten, i gravvalvet under hennes skulpterade monument i det Jagellonska koret (i anslutning till det stora monumentet tillägnat Johan själv).

### Vid högaltaret
Nedanför högaltartrappan finns gravhällarna över två av Svenska kyrkans mest namnkunniga ärkebiskopar: Laurentius Petri d.ä., död 1573, Sveriges första evangelisk-lutherska ärkebiskop, och Nathan Söderblom, mottagare av Nobels fredspris, ledamot av Svenska Akademien, död 1931.

## Reliker

### Korsreliken
I museet i domkyrkans norra torn finns en korsrelik – det vill säga ett föremål som sägs komma från Jesu kors. Den är infogad i ett altarkors som nu finns i en monter.

### Den heliga Birgitta
I Domkyrkans Finstakor finns sedan några år något så ovanligt som ett modernt relikskrin i en luthersk kyrka. Domkyrkan fick i slutet av 1980-talet av Birgittasystrarna en gåva: en flisa av den heliga Birgittas höftben. Denna relik har fått sin plats i kyrkan till minne av en av de mest kända svenskarna genom historien. Såväl skrinet som den omgivande kuben är inspirerade av birgittinernas ordensdräkt. De fem röda punkterna symboliserar Kristi fem sår (händerna, fötterna och i sidan). Relikvariet är utfört av konstnären Bengt Olof Kälde och silversmeden Olof Sundqvist.

### Erik den helige

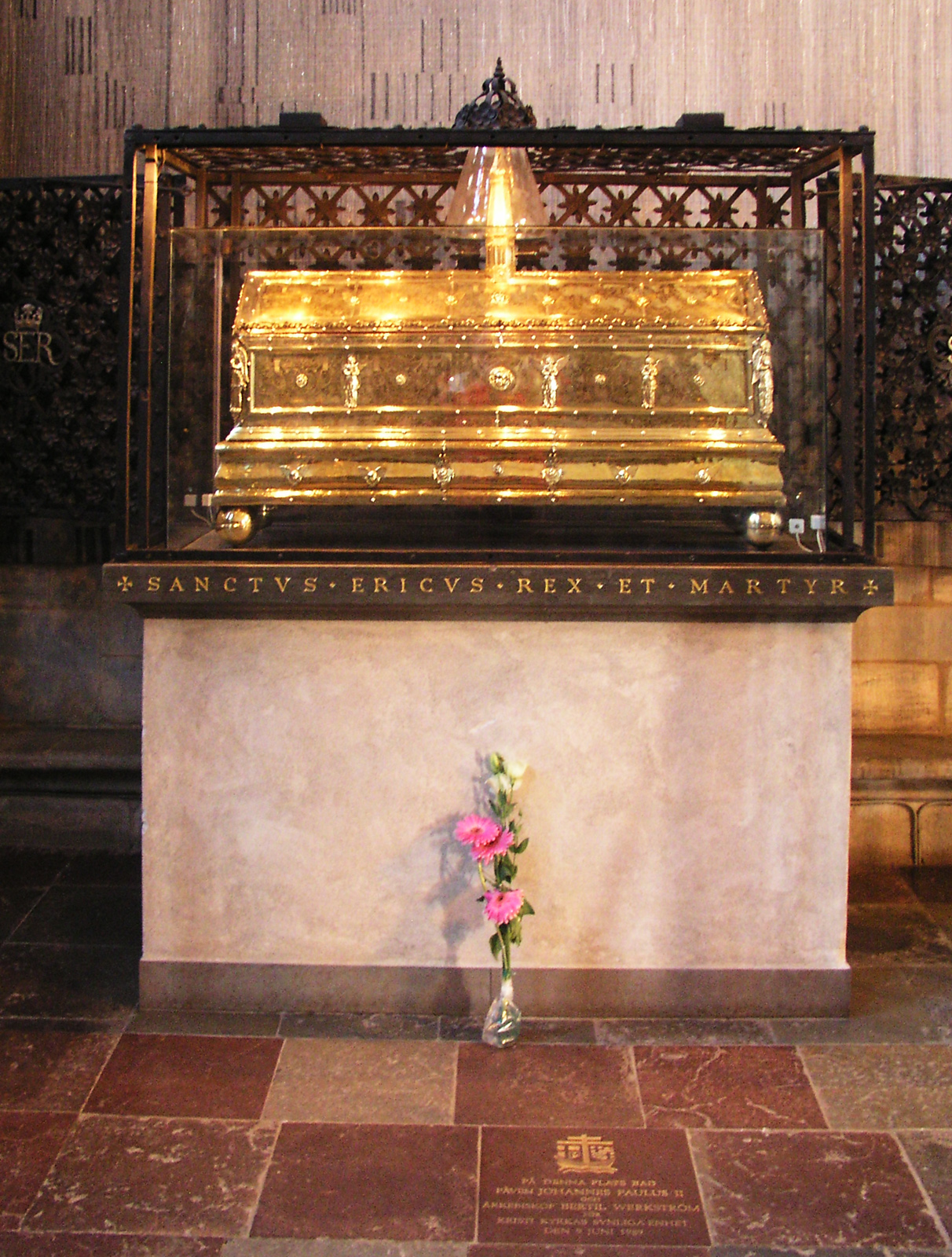
Erik den heliges relikskrin.

I Finstakoret finns även Erik den heliges reliker i ett relikskrin, i förgyllt silver, tillverkat i slutet av 1500-talet.
Erik den helige dog den 18 maj 1160, då påven hette Alexander III. St Erikslegenden från 1200-talet berättar:
Den dagen var Kristi Himmelsfärds fest, då han [kung Erik] efter vår Herre skulle vinna martyrpalmen och fara till himmelen. Den dagen bevistade han mässan i heliga trefaldighetskyrkan på berget som kallas Vår Herres Berg och där nu domkyrkan står. Då bars bud till honom av en av hans män att utanför staden funnos fiender och att det vore rådligt att möta dem med vapen.
Han säges då ha svarat:
"Låt mig i lugn åhöra denna högtids stora begängelse; jag hoppas till Herren att det som må återstå av gudstjänsten det skola vi högtidligen få höra annorstädes." När han sagt detta överlämnade han sig åt Gud, gjorde korstecknet, lämnade kyrkan, väpnade sig och sina män, och gick med dem – fastän de voro få – manligen mot fienderna. Dessa började striden och sände sitt stridsfolk mest mot konungen. När Herrens Smorde låg slagen på marken tillfogade de honom sår på sår, de pinade och drevo spe med den redan halvdöde, och avhöggo vanvördigt hans vördnadsvärda huvud. Så gick han segrande från krig till fred och utbytte saligen det jordiska riket mot det himmelska.
Den döde kungen begravdes i Gamla Uppsala kyrka. St Erikslegenden berättar om flera mirakler som ägde rum vid kungens död och senare vid hans grav. Bland de mirakler som legenden återger finns att en källa rann upp på den plats där hans blod först utgöts. Sedan 1500-talet utpekas St Eriks källa på domkyrkans norra sida, mellan kyrkan och Fyrisån, och är markerad med en stor gjutjärnspump. Den medeltida St Eriks källa var den nuvarande Slottskällan, 500 m söder om domkyrkan. Kungen dödades på den öppna platsen söder om domkyrkan. Där stod fram till 1700-talet St Eriks kapell. Lanseringen av Erik som helgon skedde under sonen Knut Erikssons långa regeringstid 1167–1196. Relikskrinet fördes 1273 från dåvarande domkyrkan i Gamla Uppsala till domkyrkobygget i Östra Aros, nuvarande Domkyrkan. Varje år användes skrinet i processioner vid sådd och skörd och liknande.

## Inventarier

### Altarprydnader

#### Burchard Prechts altaruppsats

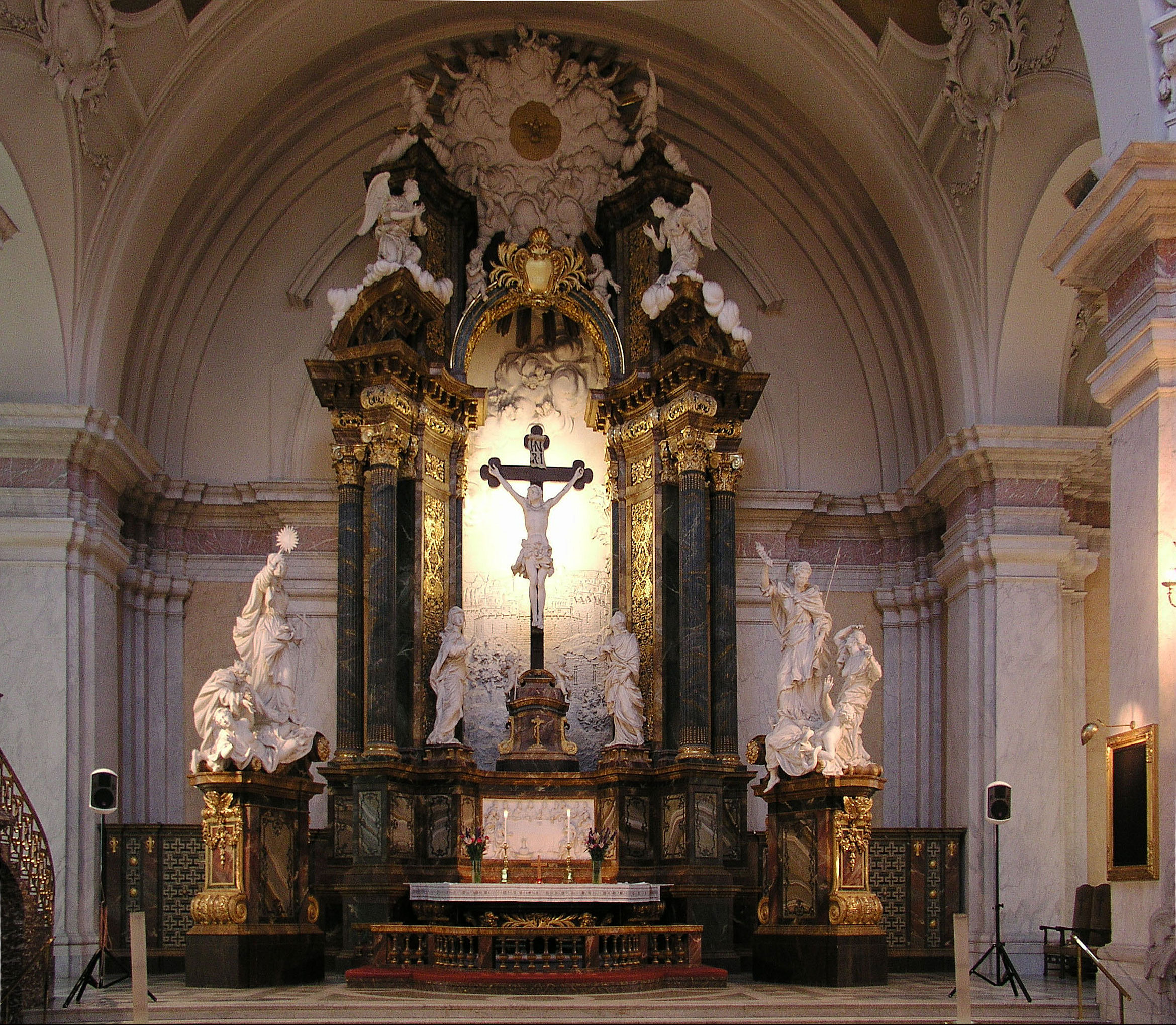
Uppsala domkyrkas altaruppsats av Burchard Precht, uppsatt 1731. Används sedan 1905 som altaruppsats i Gustaf Vasa kyrka i Stockholm.

Burchard Prechts stora altaruppsats i barock från 1725–31, togs bort vid Zettervalls restaurering och pryder numera högaltaret i Gustaf Vasa kyrka i Stockholm.

#### Zettervalls altaruppsats
Vid restaurering 1885–93 tillkom en nygotisk altaruppsats utförd i bonad ljus ek efter ritningar av Folke Zettervall, son till Helgo Zettervall. Den avlägsnades 1964, för att en tid ersättas av Skånelaskåpet, och är nu magasinerad. Krucifixet från mittpartiets kalvariegrupp används vid påskfirandet.

#### Åke Pornes altaruppsats
Den nuvarande altaruppsatsen utgörs av ett kors i silver och kristall. Korset är utfört av Bertil Berggren-Askenström efter ritningar av Åke Porne och kom på plats vid den av honom ledda restaureringen 1972–1976.

#### Skånelaskåpet

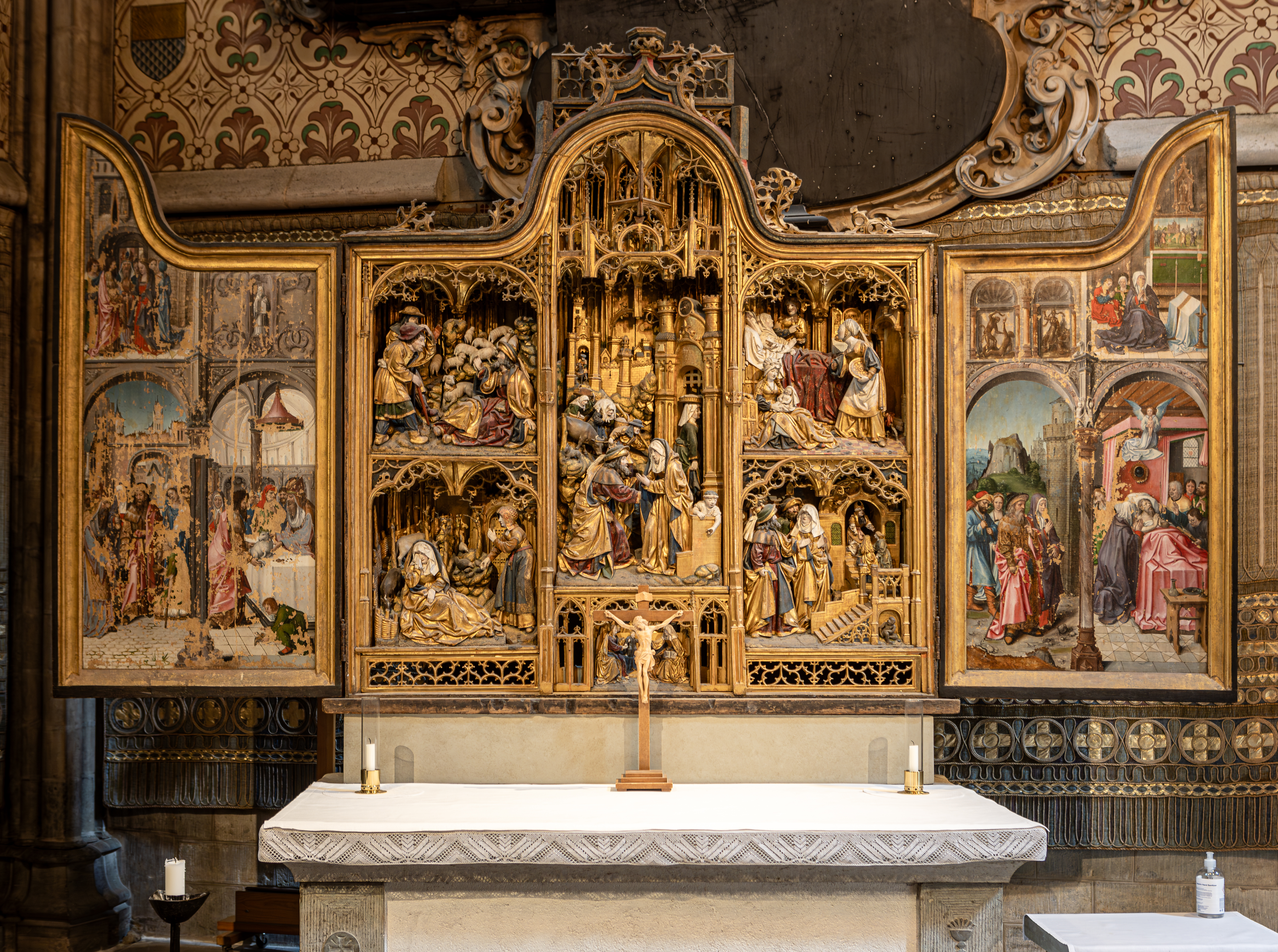
Skånelaskåpet, eller Annaskåpet, i Sturekoret.

På altaret i Sturekoret står ett senmedeltida altarskåp i ek, tillverkat i Bryssel under 1500-talets första fjärdedel. Huvudmotivet är berättelsen om Jungfru Marias föräldrar Anna och Joakim. Det inköptes till domkyrkan från Skånela kyrka 1912.

### Predikstol

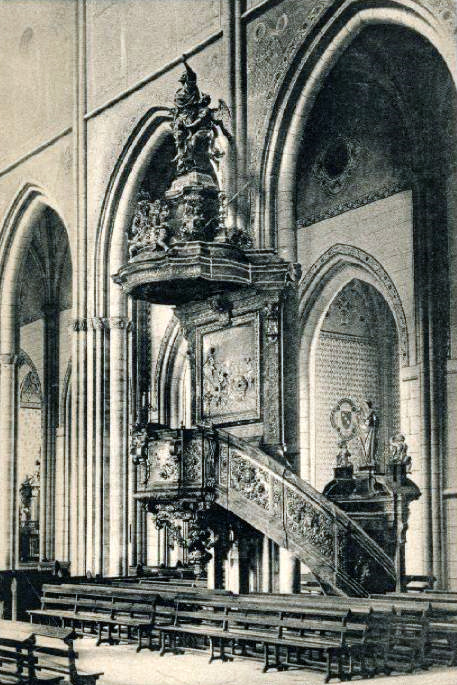
Predikstolen i Uppsala domkyrka, cirka 1905.

Predikstolen är Sveriges största och används bland annat vid högmässan på söndagarna. Den är ursprungligen en gåva av änkedrottningen Hedvig Eleonora, efter den stora branden i Uppsala 1702. Tillverkad av Burchard Precht, enligt ritningar av Nicodemus Tessin d.y., och invigd 1710. Relieferna på den föreställer bland annat Johannes döparen som predikar i öknen. På framsidan syns aposteln Paulus då han predikar i Aten. På vänstra sidan syns en illustration av Jesu liknelse om arbetarna i vingården, med innebörden att det aldrig är för sent att lyssna till Guds kallelse. På taket porträtteras aposteln Paulus som uppburen av änglar, samt längst fram drottningens namnchiffer. Helgo Zettervall lät plocka bort predikstolen under den stora renoveringen för att ersätta den med en i gotisk stil. Pengarna räckte dock inte, så Hedvig Eleonoras predikstol kom på plats igen.

### Dopfuntar
Domkyrkan har flera dopfuntar. I högkoret står en, tillverkad 1757 efter ritningar av Carl Fredrik Adelcrantz. En modern dopfunt i Sturekoret är gjord av trä, tillverkad 1981 av Staffan Östlund. Den är sedan 1998 kompletterad med ett större cirkelformat lock av trä och kan därigenom också fungera som altarbord. Omedelbart innanför domkyrkans västportal står en medeltida dopfunt av marmor på en 2009 nytillverkad fot. Denna är ständigt försedd med vatten och fungerar som vigvattenskål.

### Textilier
Uppsala domkyrkas samling av textilier omfattar perioden 1275 till idag. En av de mest kända textilierna är drottning Margaretas gyllene kjortel från cirka 1400. Ett flertal föremål är utställda i domkyrkans museum som är inrymt i det ena tornet. Textilierna finns utförligt beskrivna i volym 5 i bokverket Uppsala domkyrka.

## Orglar

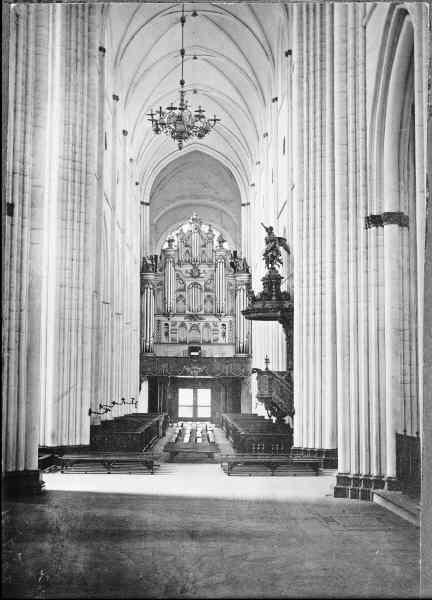
Cahmanorgeln från 1733.
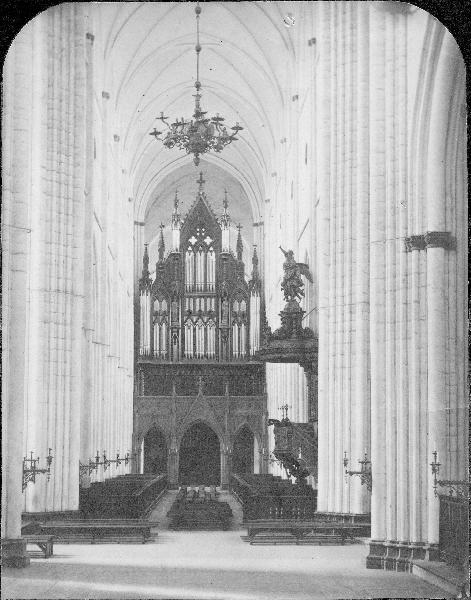
Åkermanorgelns ursprungliga fasad från tillkomsten 1871, ritad av Adrian Crispin Peterson.
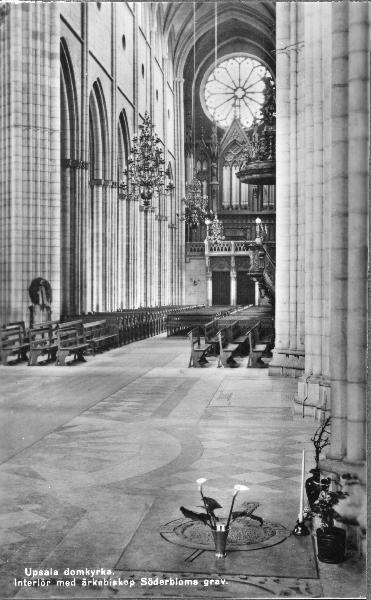
Åkermanorgeln efter ombyggnaden av fasaden.

### Tidigare orglar
1637–1638 byggde domkyrkoorganisten Anders Bruce i Linköping en orgel med 23 stämmor, två manualer och pedal. 1681 reparerades orgeln av Georg Woitzig.

#### Cahmanorgeln från 1698
År 1669 fick Frantz Boll, Stockholm, i uppdrag att bygga en cirka 40-stämmig orgel på västläktaren. Som på andra håll, verkade han dock inte uppgiften helt vuxen.
År 1692 kallade man istället in Hans Henrich Cahman, som hade gått i lära hos den berömde Hans Christoph Fritzsche i Hamburg. Han blev 1698 färdig med en tremanualig orgel på 50 stämmor och pedal, med 16 fots huvudverk, ryggpositiv, bröstverk och pedaltorn. Det var det dittills ambitiösaste orgelbygget i Sverige. Orgeln var dock bland det som brann upp i stadsbranden 1702.

#### Risbergs interimsorgel
År 1710 ställdes en åttafots interimsorgel upp, med tio stämmor på en manual, av Isac Risberg, Falun. Den användes till 1727, såldes sedan och sattes 1741 upp i Tjällmo kyrka, där den ännu finns kvar.
Disposition (då och nu):
| Manual C-c³                                                      |
| Qvintadena 16', B/D                                              |
| Principal 8' (fasad)                                             |
| Spets Fleut 8'                                                   |
| Salicional 8', B/D                                               |
| Octawa 4'                                                        |
| Qvinta 3' (eg. 2 2/3')                                           |
| Octawa 2'                                                        |
| Mixtur VI chor 1 1/3' + 1' + 1' + 2/3' + 1/2' + 1/3', B/D (1969) |
| Scharf III chor 2/3' + 1/2' + 2/5', (1969)                       |
| Trumpet 8', B/D                                                  |
| [Puqe stemma] (ej bevarad)                                       |

#### Cahmanorgeln från 1733
År 1731 fick man slutligen råd att anlita Hans Heinrich Cahmans son Johan Niclas Cahman för att bygga en permanent orgel på den nya västläktaren. Den blev färdig 1733 och fick 40 stämmor på 16 fots huvudverk, öververk och pedal – således mindre storslagen än faderns, men tidsenlig utan ryggpositiv och med färre höga register.
En viss uppfattning om hur den här orgeln kan ha klingat kan man få av samma mästares bevarade orgel i Lövstabruk och av nästan-repliken i Falu Kristine kyrka.

#### Setterquistorgeln från 1924
På den numera rivna gosskörsläktaren i södra tvärskeppet stod tidigare en orgel byggd av firma Setterquist & Son på initiativ av ärkebiskop Nathan Söderblom. Dispositionen utarbetades av Otto Olsson. Orgeln hade 18 stämmor inkl. 3 transmissioner. Orgeln plockades ned i samband med att gosskörsläktaren revs 1975. Av pipmaterialet återstår Labialklarinetten, bevarad i nuvarande Ruffattiorgel, samt diverse andra pipor, återanvända i Lötenkyrkans kororgel samt återbrukade i Menzelorgeln i S:t Eskils kyrka, Handen - 1999: Gamba 8' (I) och Salicional 8' (II).
Disposition:
| Manual I       | Manual II          | Pedal                   | Koppel                 |
| -------------- | ------------------ | ----------------------- | ---------------------- |
| Borduna 16'    | Violin 8'          | Subbas 16'              | I/P                    |
| Principal 8'   | Quintadena 8'      | Ekobas 16' (transm.)    | II/P                   |
| Gamba 8'       | Salicional 8'      | Violoncell 8' (transm.) | II/I                   |
| Dubbelflöjt 8' | Voix céleste 8'    | Borduna 8' (transm.)    | I 4'/I                 |
| Gedackt 8'     | Flöjt 4'           |                         | II 16'/I               |
| Oktava 4'      | Rauschkvint 2 chor |                         | Tre fria kombinationer |
| Trumpet 8'     | Labialklarinett 8' |                         | Registersvällare       |

### Nuvarande orglar
Uppsala domkyrka har fyra orglar: två stora orglar, en på västläktaren, en i norra tvärskeppet, en mindre kororgel och ett positiv i Sturekoret.

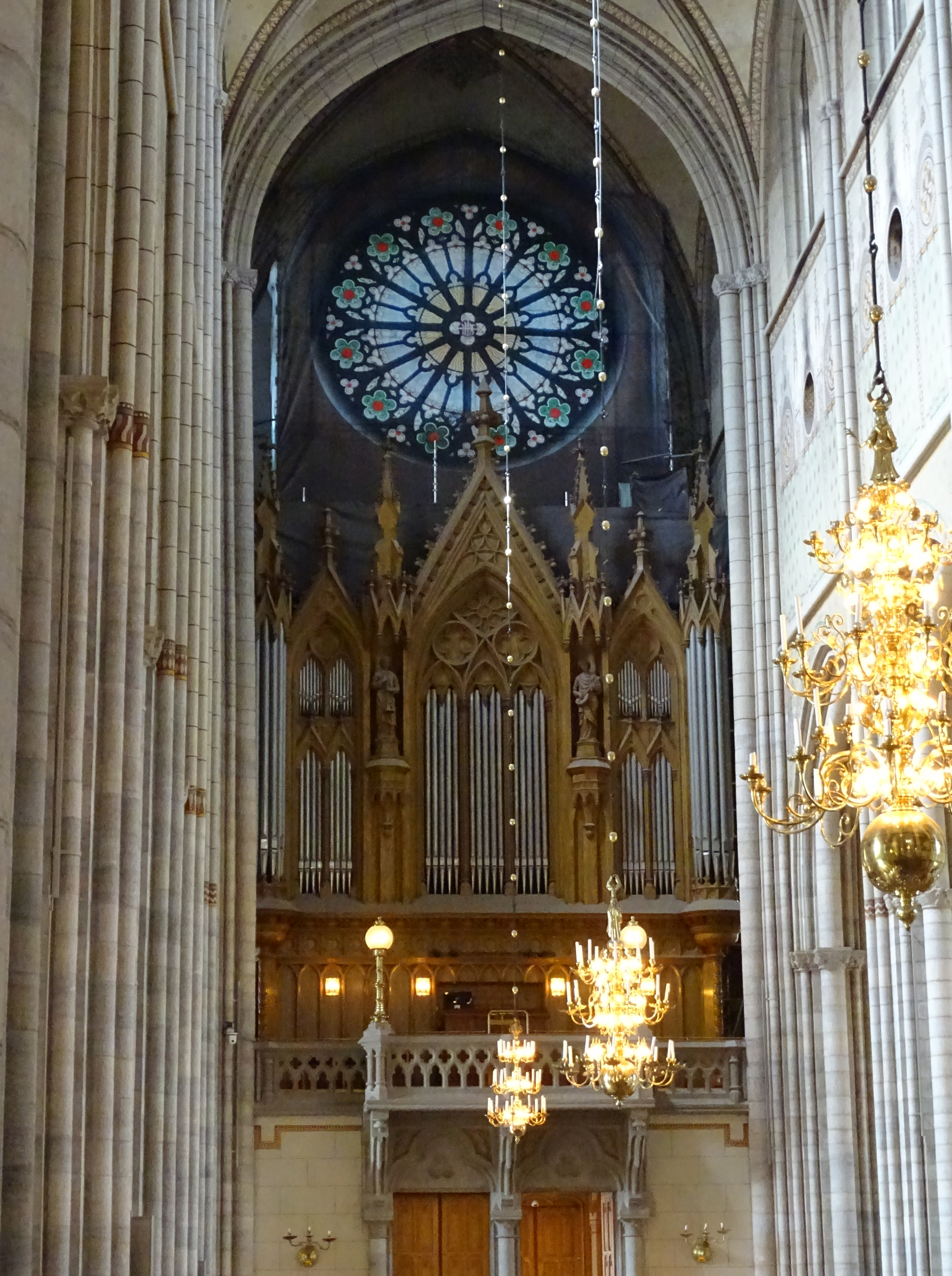
Åkermanorgeln på västläktaren.

#### Åkermanorgeln
Den stora läktarorgeln byggdes 1871 av orgelbyggaren Per Larsson Åkerman, grundare av Åkerman & Lund Orgelbyggeri och av samtiden betraktad som Sveriges främsta orgelbyggare. Kontrakt uppgjordes 14 oktober 1869 på en 50-stämmig orgel med 3 manualverk och särskild pedal. Verken skulle förses med varsin särskilda pneumatiska maskin. Kontraktet ingicks för 43 500 rdr och fri disposition av det gamla verket. Ett förskottsbelopp utbetalades. Genom sina studier på kontinenten hos orgelbyggarna Sonreck i Köln och Merklin-Schütze i Paris/Bryssel förde han med sig flera nymodigheter, såsom stämmorna Euphone och Flûte Harmonique. Under åren 1939–1940 anlitades återigen Åkerman & Lund för en ombyggnad av orgeln, och 1976 genomfördes även en renovering av Walter Thür Orgelbyggen. Genom en omfattande restaurering utförd 2020-2022 av Åkerman & Lund Orgelbyggeri har instrumentet i princip helt återförts till sitt ursprungliga utförande. Orgeln, som är den största bevarade av Per Larsson Åkerman och från 1870-talets Sverige, har 50 stämmor på tre manualer och pedal.

Ursprunglig disposition:
| Manual I (C-f3)     | Manual II             | Manual III          | Pedal (C-d1)     | Koppel    |
| ------------------- | --------------------- | ------------------- | ---------------- | --------- |
| Principal 16'       | Borduna 16'           | Principal 8'        | Principal 32'    | I/P       |
| Borduna 16'         | Principal 8'          | Basetthorn 8'       | Principal 16'    | II/P      |
| Principal 8'        | Gemshorn 8'           | Salicional 8'       | Violon 16'       | III/P     |
| Gamba 8'            | Fugara 8'             | Flûte Harmonique 8' | Subbas 16'       | II/I      |
| Flûte Harmonique 8' | Flûte traversière     | Rörfleut 8'         | Qvinta 12'       | III/I     |
| Rörfleut 8'         | Gedakt 8'             | Gamba 4'            | Violoncelle 8'   | III/II    |
| Qvinta 6'           | Octava 4'             | Flûte octaviante 4' | Octava 4'        | I 4'/I    |
| Octava 4'           | Flûte octaviante 4'   | Echofleut 4'        | Contrabassun 32' | II 16'/I  |
| Qvinta 3'           | Qvinta 3'             | Waldfleut 2'        | Bassun 16'       | III 16'/I |
| Octava 2'           | Flageolett 2'         | Corno 8'            | Fagott 16'       |           |
| Mixtur 3 chor       | Dulcian 16'           | Fagott-Oboe 8'      | Trumpet 8'       |           |
| Cornett 3 chor      | Trumpet Harmonique 8' | Euphone 8'          | Clairon 4'       |           |
| Trumpet 16'         |                       | Crescendosvällare   |                  |           |
| Trumpet 8'          |                       |                     |                  |           |

Disposition efter 1941 års ombyggnad:
| Manual I (C-f3)           | Manual II                   | Manual III                            | Pedal (C-d1)    | Koppel    |
| ------------------------- | --------------------------- | ------------------------------------- | --------------- | --------- |
| Principal 16'             | Principal 8'                | Principal 8' (tidigare Basetthorn 8') | Principal 32'   | I/P       |
| Borduna 16'               | Flûte traversière           | Rörflöjt 8'                           | Principal 16'   | II/P      |
| Principal 8'              | Gedackt 8'                  | Salicional 8'                         | Violon 16'      | III/P     |
| Gamba 8'                  | Oktava 4'                   | Principal 4' (tidigare Principal 8')  | Subbas 16'      | II/I      |
| Flûte Harmonique 8'       | Flûte octaviante 4'         | Flûte octaviante 4'                   | Kvinta 10 2/3'  | III/I     |
| Oktava 4'                 | Blockflöjt 2' (ny)          | Ekoflöjt 4'                           | Violoncel 8'    | III/II    |
| Rörflöjt 4' (tidigare 8') | Kvinta 1 1/3' (tidigare 3') | Nasard 2 2/3' (ny, tillbyggd)         | Octava 4'       | I 4'/I    |
| Kvinta 2 2/3'             | Scharff 4-6 chor (ny)       | Waldflöjt 2'                          | Kontrabasun 32' | II 16'/I  |
| Oktava 2'                 | Sesquialtera 2 chor (ny)    | Ters 1 3/5' (ny, tillbygd)            | Basun 16'       | III 16'/I |
| Mixtur 3 chor             | Rankett 16' (ny)            | Mixtur 5 chor (ny)                    | Fagott 16'      |           |
| Mixtur 3-4 chor (ny)      | Trompette Harmonique 8'     | Cymbel 3 chor (ny)                    | Trumpet 8'      |           |
| Cornett 3 chor            | Krumhorn 8' (ny)            | Corno 8'                              | Clairon 4'      |           |
| Trumpet 16'               |                             | Euphon 8'                             |                 |           |
| Trumpet 8'                |                             | Oboe 4' (tidigare 8')                 |                 |           |
|                           |                             | Crescendosvällare                     |                 |           |

Disposition efter 1976 års ombyggnad:
| Manual I (C-f3)             | Manual II                 | Manual III                          | Pedal (C-d1)                             | Koppel |
| --------------------------- | ------------------------- | ----------------------------------- | ---------------------------------------- | ------ |
| Principal 16'               | Principal 8'              | Principal 8' (urspr. Basetthorn 8') | Principal 32'                            | I/P    |
| Borduna 16'                 | Flûte traversière         | Salicional 8'                       | Principal 16'                            | II/P   |
| Principal 8'                | Gedackt 8'                | Voix céleste 8' (ny)                | Subbas 16'                               | III/P  |
| Gamba 8'                    | Octava 4'                 | Rörflöjt 8'                         | Qvinta 10 2/3'                           | II/I   |
| Flûte harmonique 8'         | Flûte octaviante 4'       | Principal 4' (urspr. Principal 8')  | Violoncelle 8'                           | III/I  |
| Octava 4'                   | Flageolette 2' (ny)       | Flûte octaviante 4'                 | Gedackt 8' (tidigare Borduna 16' man II) | III/II |
| Rörflöjt 4' (urspr. 8')     | Kvinta 1 1/3' (urspr. 3') | Waldflöjt 2'                        | Octava 4'                                |        |
| Qvinta 3'                   | Sesquialtera 2 chor (ny)  | Cornett 3 chor (ny)                 | Contrabasun 32'                          |        |
| Octava 2'                   | Mixtur 4 chor (ny)        | Mixtur 5 chor (ny)                  | Basun 16'                                |        |
| Mixtur 3-4 chor 2' (ny)     | Dulcian 16' (ny)          | Fagott 16' (ny)                     | Fagott 16'                               |        |
| Mixtur 3-4 chor 1 1/3' (ny) | Trompette Harmonique 8'   | Basson-Oboe 8' (delvis ny)          | Trumpet 8'                               |        |
| Cornett 3 chor              | Cromorne 8' (ny)          | Tremulant (ny)                      | Clairon 4'                               |        |
| Trumpet 16'                 | Tremulant (ny)            | Crescendosvällare                   |                                          |        |
| Trumpet 8'                  |                           |                                     |                                          |        |
|                             |                           |                                     |                                          |        |

Nuvarande disposition efter 2022 års restaurering:
| Huvudverk I                  | Positiv II                   | Svällverk III                                    | Pedal                   | Koppel             |
| Principal 16' (1871)         | Borduna 16' (1871, C-H 2022) | Principal 8' (1871, C-H 2022)                    | Principal 32' (1871)    | I/P                |
| Borduna 16' (1871)           | Principal 8' (1871)          | Basetthorn 8' (1871)                             | Principal 16' (1871)    | II/P               |
| Principal 8' (1871)          | Gemshorn 8' (1871/2022)      | Salicional 8' (1871)                             | Violon 16' (2022)       | III/P              |
| Gamba 8' (1871)              | Fugara 8' (1871/2022)        | Voix céleste 8' (äldre stämma av Åkerman & Lund) | Subbas 16' (1871)       | II/I               |
| Flûte harmonique 8' (1871)   | Flûte traversière 8' (1871)  | Flûte Harmonique 8' (1871)                       | Qvinta 12' (1871)       | III/I              |
| Rörfleut 8' (1871, C-H 2022) | Gedakt 8' (1871)             | Rörfleut 8' (1871)                               | Violoncelle 8' (1871)   | III/II             |
| Qvinta 6' (1871/2022)        | Octava 4' (1871)             | Gamba 4' (1871/2022)                             | Octava 4' (1871)        | I 4'/I (2022)      |
| Octava 4' (1871)             | Flûte octaviante 4' (1871)   | Flûte octaviante 4' (1871)                       | Contrabassun 32' (1871) | II 16'/I (2022)    |
| Qvinta 3' (1871)             | Qvinta 3' (1871/1976)        | Waldfleut 2' (1871)                              | Bassun 16' (1871)       | III 16'/III (2022) |
| Octava 2' (1871)             | Flageolett 2' (1871)         | Corno 8' (1871)                                  | Fagott 16' (1871)       |                    |
| Mixtur 3 chor (1976)         | Dulcian 16' (1871/2022)      | Fagott-Oboe 8' (1871)                            | Trumpet 8' (1871)       |                    |
| Cornett 3 chor (1871)        | Trumpet Harmonique 8' (1871) | Euphone 8' (1871)                                | Clairon 4' (1871)       |                    |
| Trumpet 16' (1871)           |                              | Crescendosvällare                                |                         |                    |
| Trumpet 8' (1871)            |                              |                                                  |                         |                    |

#### Ruffattiorgeln

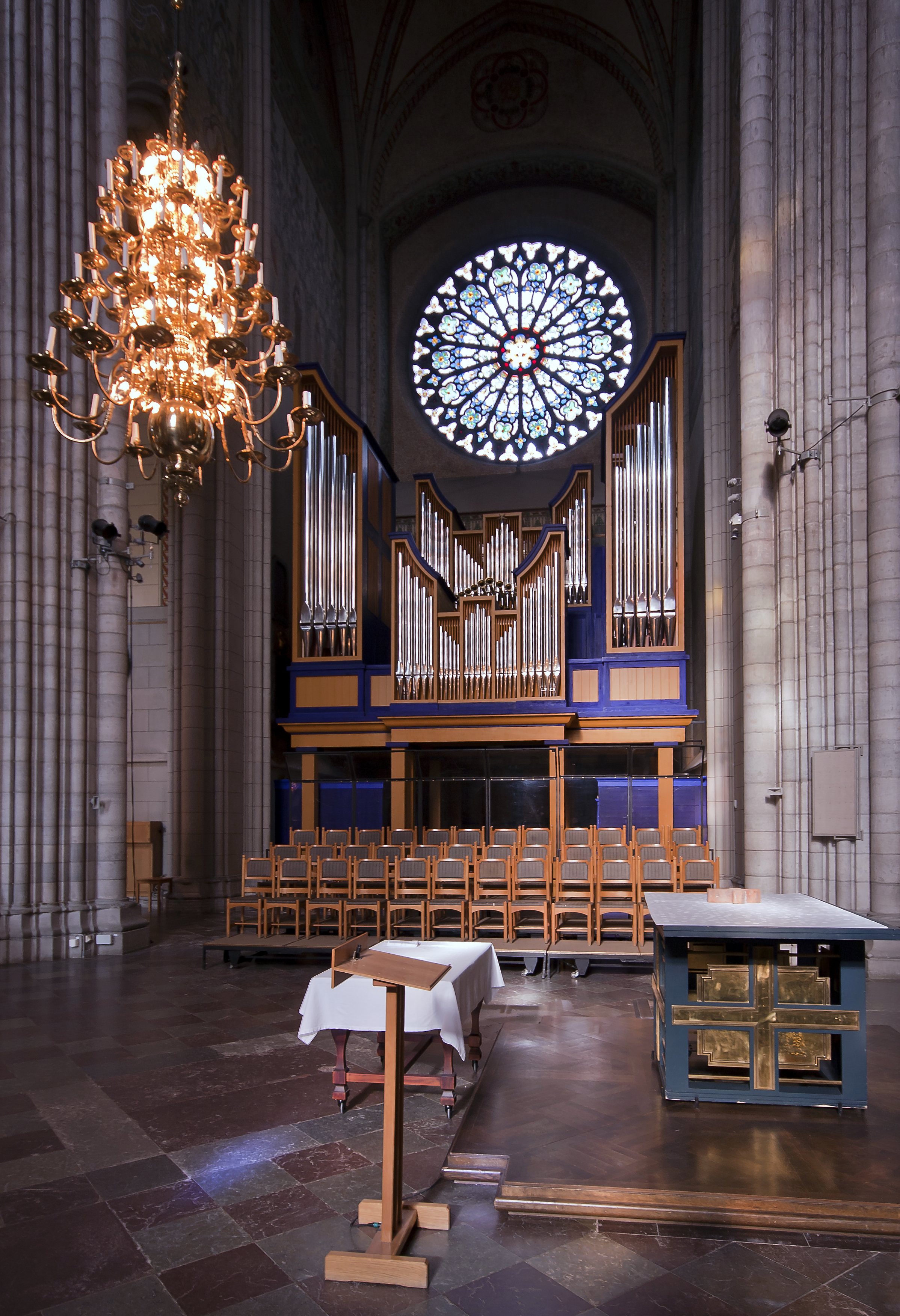
Ruffattiorgeln i norra tvärskeppet med centralaltaret i förgrunden.

I norra tvärskeppet står kyrkans nyaste orgel, invigd 2009. Den är byggd av den italienska firman Fratelli Ruffatti. 

Disposition: 
| Manual I - Choir                        | Manual II - Great                       | Manual III - Swell                      | Pedal                                   | Manual IV - SOLO ORGAN                         |
| --------------------------------------- | --------------------------------------- | --------------------------------------- | --------------------------------------- | ---------------------------------------------- |
| Principal 8'                            | Principal 16'                           | Bourdon 16'                             | Subbass 32'                             | Concert Flute 8'                               |
| Dulciana 8'                             | Principal 8'                            | Principal 8'                            | Principal 16'                           | Labial Clarinet 8' (Setterquist)               |
| Gedeckt 8'                              | Montre 8'                               | Rohrflute 8'                            | Subbass 16'                             | Flauto Céleste II 8'                           |
| Flute douce 8'                          | Flute Harmonique 8'                     | Salicional 8'                           | Open Wood 16'                           | Viole d'orchestre 8'                           |
| Octave 4'                               | Octave 4'                               | Voix Celeste 8'                         | Bourdon 16'                             | Viole Céleste 8'                               |
| Koppelflöte 4'                          | Waldflute 4'                            | Octave 4'                               | Octave 8'                               | Octave Viola 4'                                |
| Nazard 2 2/3'                           | Super octave 2'                         | Flute 4'                                | Flute 8'                                | Cor Anglais 16'                                |
| Doublette 2'                            | Cornet 5ch 8'                           | Nazard 2 2/3'                           | Octave 4'                               | Vox Humana 8'                                  |
| Tierce 1 3/5'                           | Mixture 4ch 1 1/3'                      | Piccolo 2'                              | Flute 4'                                | Tremulant                                      |
| Quint 1 1/3'                            | Trumpet 16'                             | Tierce 1 3/5'                           | Mixture 4ch 2 2/3'                      | Tuba 8' (ej bakom svällarluckor)               |
| Mixture 4ch 1'                          | Trumpet 8'                              | Mixture 5ch 2'                          | Trombone 32'                            | Trompette en Chamade 8'                        |
| Clarinate 8'                            | Trompette en Chamade 8' (från soloverk) | Bombarde 16'                            | Trombone 16'                            | Klockspel, 37 klockor (ej bakom svällarluckor) |
| Trompette en Chamade 8' (från soloverk) | Clairon 4'                              | Trompette 8'                            | Bombarde 16'                            | Solo/solo 16'                                  |
| Tremulant                               | Tremulant                               | Trompette en Chamade 8' (från soloverk) | Trumpet 8'                              | Solo/solo 4'                                   |
| Cymbelstern                             | III/II 16'                              | Oboe 8'                                 | Trompette en Chamade 8' (från soloverk) | Unison off                                     |
| Solo/I 16'                              | III/II                                  | Clairon 4'                              | Clairon 4'                              | Swell                                          |
| Solo/I                                  | III/II 4'                               | Tremulant                               | I/Ped                                   |                                                |
| Solo/I 4'                               | I/II 16'                                | Swell                                   | II/Ped                                  |                                                |
|                                         | I/II                                    | Unison off                              | III/Ped                                 |                                                |
|                                         | I/II 4'                                 | III/III 4'                              | Swell                                   |                                                |
|                                         | Solo/II 16'                             | Solo/III 16'                            |                                         |                                                |
|                                         | Solo/II                                 | Solo/III                                |                                         |                                                |
|                                         | Solo/II 4'                              | Solo/III 4'                             |                                         |                                                |
|                                         |                                         |                                         |                                         |                                                |

#### Kororgeln
Kororgeln i kyrkan byggdes 1950 av Marcussen & Søn i Aabenraa i Danmark och är en mekanisk orgel med slejflådor.
Orgeln renoverades och tillbyggdes 1975 av Walter Thür Orgelbyggen i Torshälla. Var en av de första kororglarna i Sverige och startade en liturgisk reform när den flyttades från läktaren till koret. Den byggdes med 4 fots principal och 15 stämmor på två manualer och pedal, men saknade 16 fots subbas i pedalen för att inte bli för otymplig att flytta; Vid renoveringen 1975 byggdes dock denna pedalstämma till.
 Fasaden kan tillslutas med två dörrar och tremulanten är för hela orgeln.
Disposition:
| Positiv I C-f3      | Huvudverk II C-f3 | Pedal C-f1        | Koppel |
| Gedackt 8'          | Rörflöjt 8'       | Subbas 16' (1975) | I/P    |
| Rörflöjt 4'         | Principal 4'      | Subbas 8'         | II/P   |
| Principal 2'        | Waldflöjt 2'      | Sordun 16'        | II/I   |
| Nasat 1 1/3'        | Mixtur 4 chor     | Regal 4'          |        |
| Sesquialtera 2 chor | Dulcian 8'        |                   |        |
| Cymbel 1 chor       |                   |                   |        |
| Tremulant           |                   |                   |        |

#### Positivet
1964 byggde Gebrüder Jehmlich i Dresden en orgel med 4 stämmor. Orgeln flyttades till körsalen vid domkyrkan.
Den nuvarande orgeln i Sturekoret byggdes 1981 av Robert Gustavsson Orgelbyggeri i Härnösand. Orgeln är mekanisk och har slejflåda. Orgeln är flyttbar.
| Manual            |
| Trägedackt 8' B/D |
| Gemshorn 4' B/D   |
| Principal 2' B/D  |
| Nasat 1 1⁄3' B/D  |

#### Diskografi
Inspelningar av musik framförd på kyrkans orglar.
- The complete works for organ / Fryklöf, Harald, kompositör ; Gustafsson, Ralp, orgel. CD. Swedish Society Discofil SCD 1129. 2007.
- Gárdonyi : from generation to generation / Gárdonyi, Zoltán, kompositör ; Gárdonyi, Zsolt, orgel. CD. CANT 01. 2001.
- Orgelmusik i Uppsala domkyrka / Angerdal, Lars, orgel. CD. THYR 9701. 1997.

## Körer
Domkyrkan har för närvarande sex aktiva körer: Uppsala domkyrkokör, Collegium Cantorum, Schola Cantorum, Uppsala Domkyrkas Flickkör och Uppsala Domkyrkas Gosskör samt sedan 2008 Uppsala katedralsångare.

## Domkyrkotornen
Domkyrkans bägge torn är 118,7 meter höga. Tornens nuvarande spiror är från restaureringen mellan åren 1885-1893. I båda tornen finns flera kyrkklockor. I januari 2019 inleddes en restaurering av domkyrkotornens spiror. Framför tornen har det under en tid varit avstängt med hänsyn till arbetet med spirorna. Det är ett arbete som pågår i flera år. 

### Kyrkklockor
Kyrkan har fem klockor, (Storan, Thornan, Malman, Massan och Bönan), vilka alla hänger i norra tornet. Den största av dem, Storan, är med sina 7 367 kg Sveriges största kyrkklocka. Storan härstammar ursprungligen från 1634 men göts om efter den stora stadsbranden 1702. Vid fyra tillfällen per år – jul, nyår, påsk och pingst - ringer alla fem klockor samtidigt. Om en student avlider under sin studietid i Uppsala så erbjuds fri begravningsringning med Storan. Även vid större akademiska högtider i Uppsala rings det i Storan. Den näst största, Thornan är uppkallad efter den polska staden Thorn, vilket är det tyska namnet på Toruń. Klockan togs som krigsbyte i Polen av Karl XII 1703 efter att ha hängt i Sankt Jacobs kyrka i Toruń. Den är med största sannolikhet gjuten på 1300-talet och väger 3 560 kg. I domkyrkans södra torn hänger två slagklockor som markerar tiden.

### Tabell över domkyrkoklockorna
| Nummer | Klocka  | Gjuten     | Diameter (cm) | Vikt (kg) | Ton   |
| ------ | ------- | ---------- | ------------- | --------- | ----- |
| 1      | Storan  | 1634, 1702 | 225           | 7 367     | fiss0 |
| 2      | Thornan | 1300-tal   | 166           | 3 574     | aiss0 |
| 3      | Malman  | 1708       | 142           | 2 001     | ciss1 |
| 4      | Massan  | 1708       | 109           | 880       | f1    |
| 5      | Bönan   | 1708       | 88            | 448       | a1    |

### Klockringning
Inför vardaglig mässa rings det med den klocka som kallas Massan. Inför böner rings det med Bönan. Helgmålsringning rings på helgfria lördagskvällar inför söndagen eller helgdagen. Inför "vanliga" söndagar rings det med Malman, Massan och Bönan. Inför större högtider läggs Thornan till. Inför Kyrkans största högtider rings det med Domkyrkans alla fem klockor. Inför högmässa rings det förringningar en timma och en halv timma före utsatt tid. Alla fem klockorna ringer samman bland annat vid jul, påsk och pingst, samt nyårsringningen under nyårsnatten. Domkyrkan är även med i Sveriges radios program på nyårsnatten, ”Sveriges domkyrkoklockor ringer in det nya året". Vid särskilda händelser kan ringningen variera. Dagligen klämtas Angelus på Storan. 

### Tornpelle
Tornpelle var benämningen på brandvakten som vakade över Uppsala från domkyrkotornen. År 1759 togs beslutet att en brandvakt skulle vara stationerad i domkyrkotornen.   Vakten fanns fram till slutet av 1800-talet, och bostaden i tornet finns kvar än idag. Om vakten såg rök, eller annan indikation på brand, skulle han klämta i kyrkklockorna. År 1890 avled den siste tornpellen. 

## Urverk
I domkyrkans södra torn finns ett urverk, kopplat till tre urtavlor. Urverket är kopplat till ett slagverk och två slagklockor som hänger i södra tornet. Slagklockorna markerar tiden genom slag varje kvart. I domkyrkans norra torn finns ett mindre urverk. Domkyrkans nuvarande urverk tillverkades år 1889-1890.

## Övrigt
Ett berömt astronomiskt ur konstruerades 1506 av Petrus Astronomus, men förstördes vid stadsbranden 1702.
Den ängel som pryder kyrkans tak, och som därifrån blickar ut över staden Uppsala, är gjuten i massiv koppar. Dess exakta proportioner finns inte i några originalritningar, men mätningar i modern tid visar att den är mellan 3 och 4 m hög.

## Kända personer begravda i Uppsala domkyrka

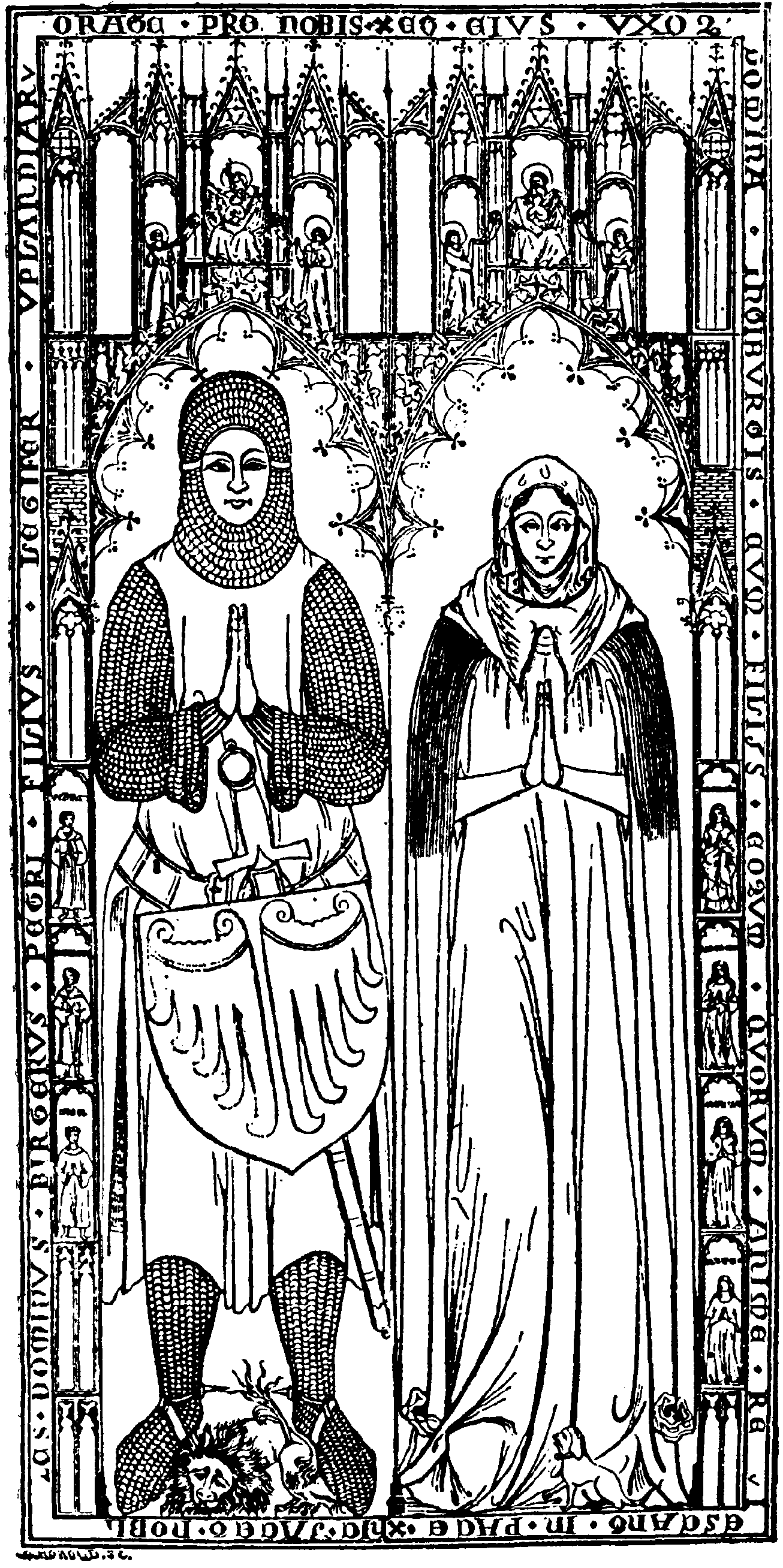
Birger Persson till Finstas gravsten i Uppsala domkyrka.

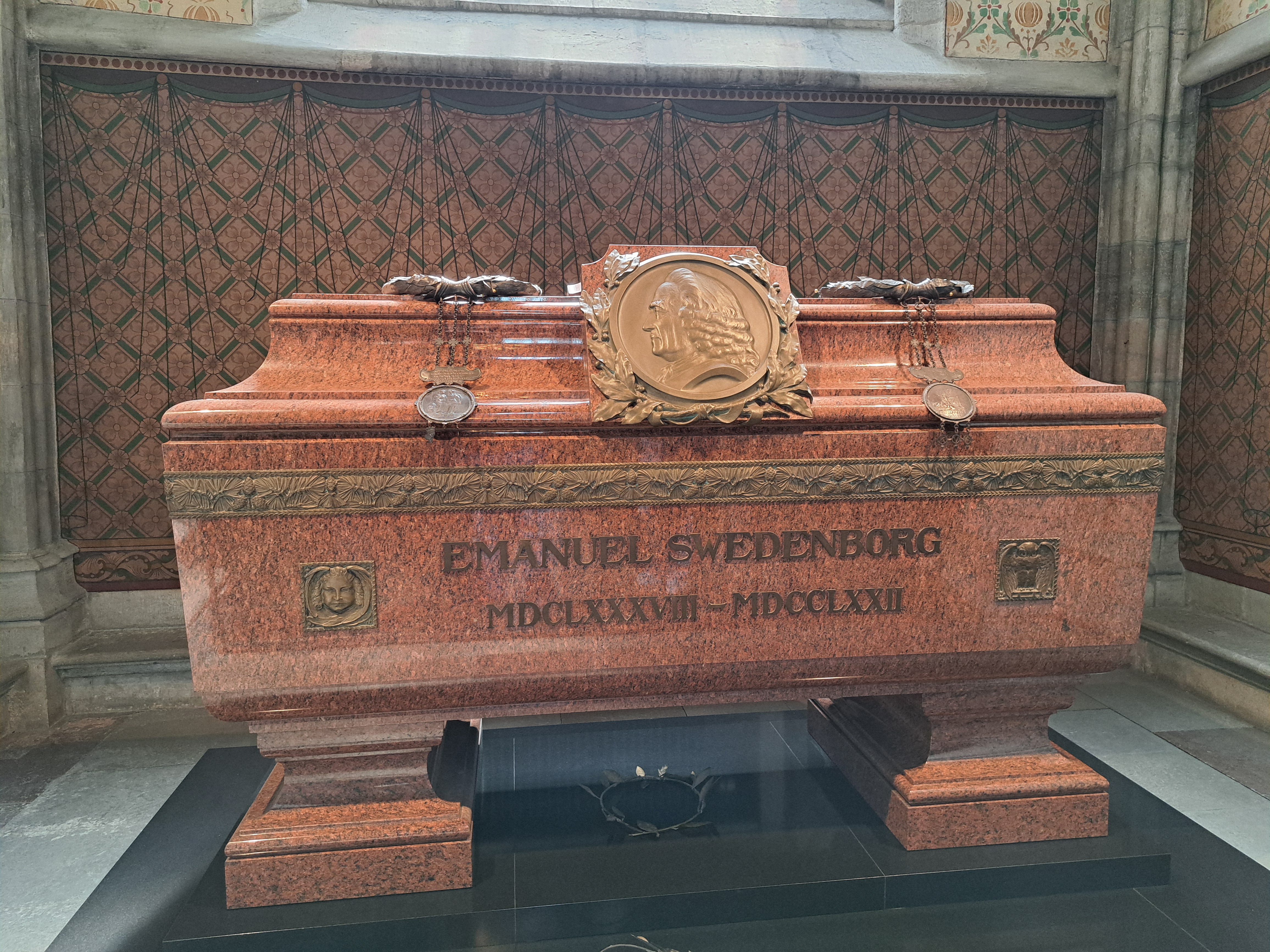
Emanuel Swedenborgs sarkofag

- Erik den helige, svensk kung 1156–1160.
- Birger Persson (Finstaätten) (död 1327), lagman i Uppland, och hans hustru Ingeborg Bengtsdotter (död 1314).
- Laurentius Petri d.ä., ärkebiskop.
- Gustav Vasa, kung 1523–1560.
- Olof Rudbeck d.ä..
- Katarina av Sachsen-Lauenburg, Gustav Vasas första hustru.
- Margareta Eriksdotter (Leijonhufvud), Gustav Vasas andra hustru.
- Katarina Gustavsdotter (Stenbock), Gustav Vasas tredje hustru.
- Johan III, Gustav Vasas son, kung 1568–1592.
- Katarina Jagellonica, Johan III:s första hustru.
- Gunilla Johansdotter (Bielke af Åkerö), Johan III:s andra hustru.
- Elisabet Vasa, Gustav Vasas yngsta dotter, hertiginna av Mecklenburg.
- Gustav av Sachsen-Engern-Westfalen, Gustav Vasas dotterson, hertig.
- Magnus Stenbock, en av Karl XII:s främsta härförare.
- Carl von Linné, svensk professor i medicin och botanik vid Uppsala universitet.
- Carl von Linné d.y., son till Carl von Linné.
- Sara Elisabeth Moræa, Carl von Linnés hustru.
- Emanuel Swedenborg, svensk mystiker och vetenskapsman, skapare av samfundet Nya kyrkan.
- Nathan Söderblom, ärkebiskop 1914–1931.
- Laurentius Stigzelius, Ärkebiskop 1670–1676, professor, rektor för Uppsala universitet och teolog.
- Gustav Banér, Riksråd och Greve.

## Bilder

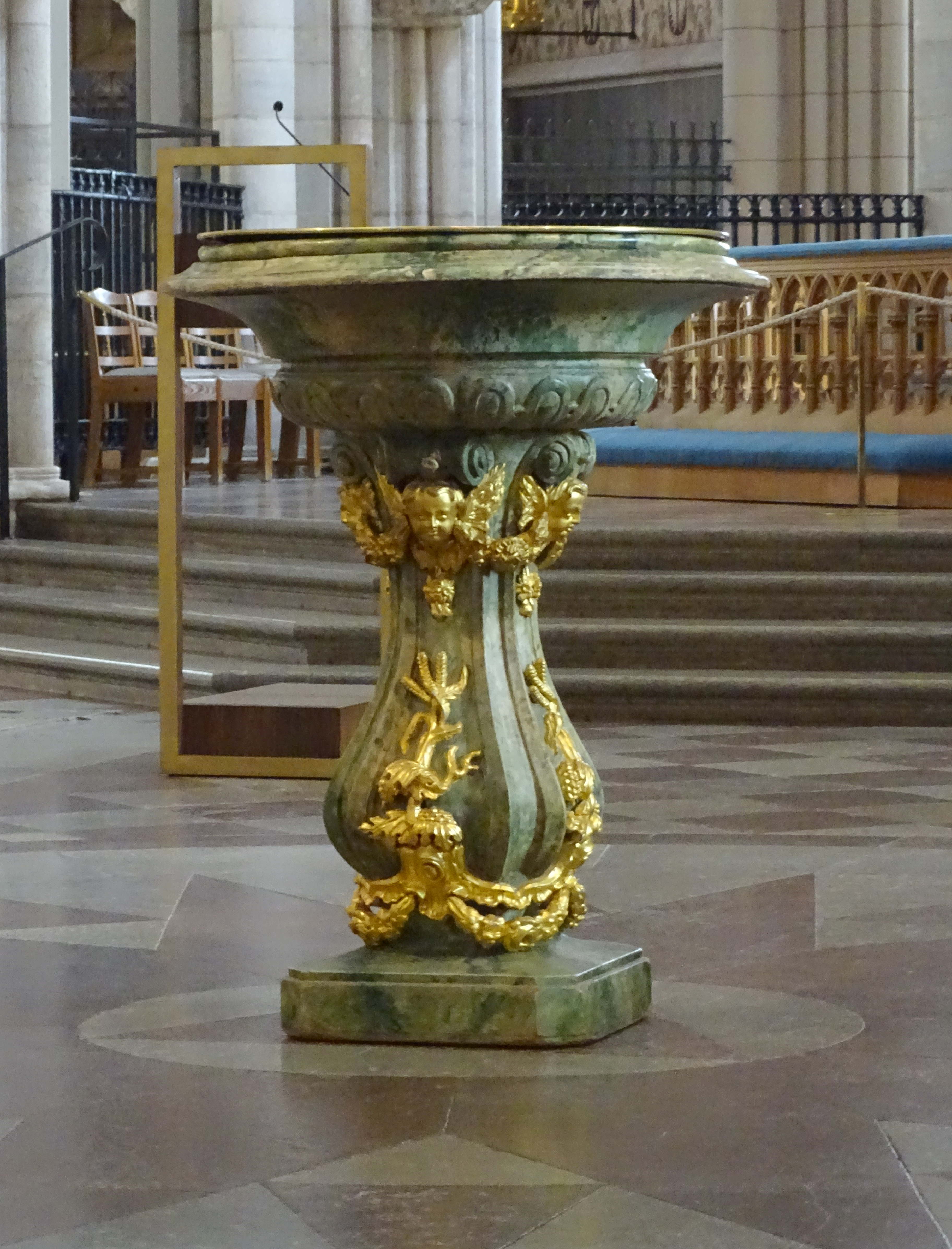
Dopfunten.
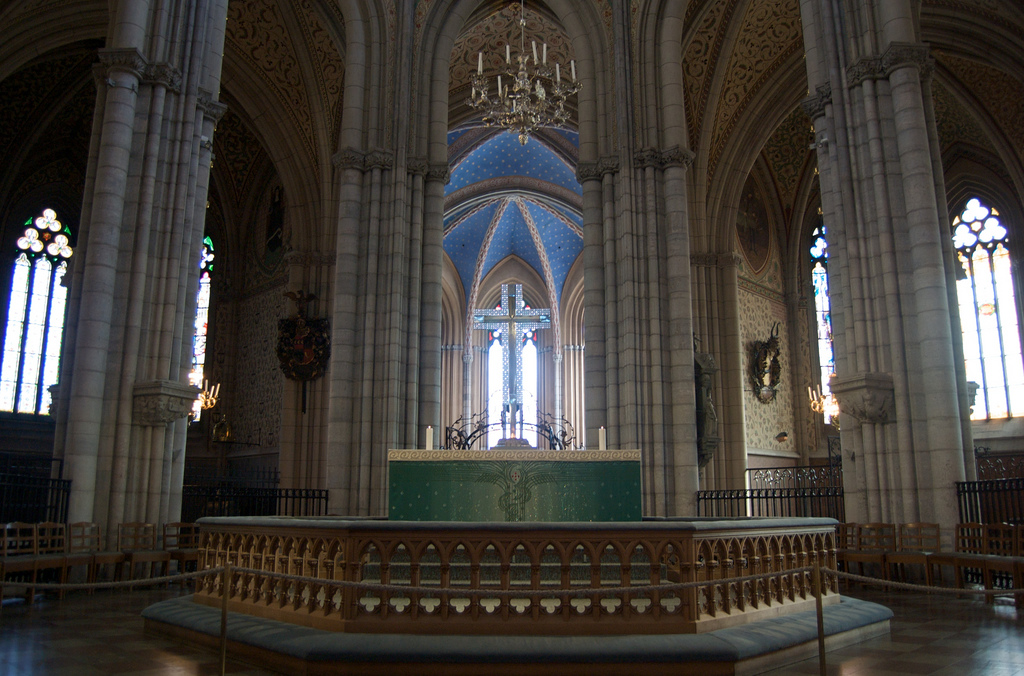
Altaret.
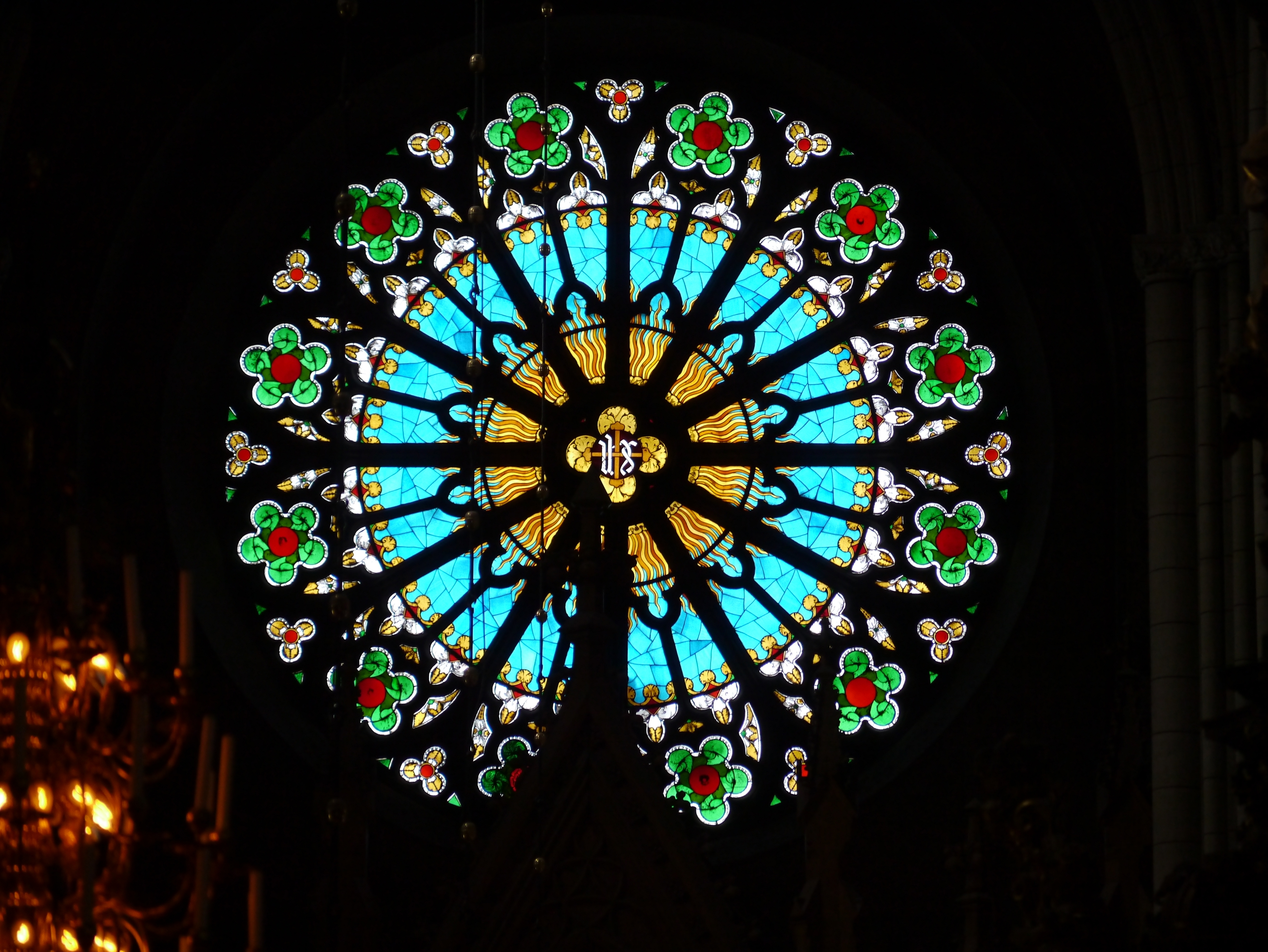
Rosettfönster.
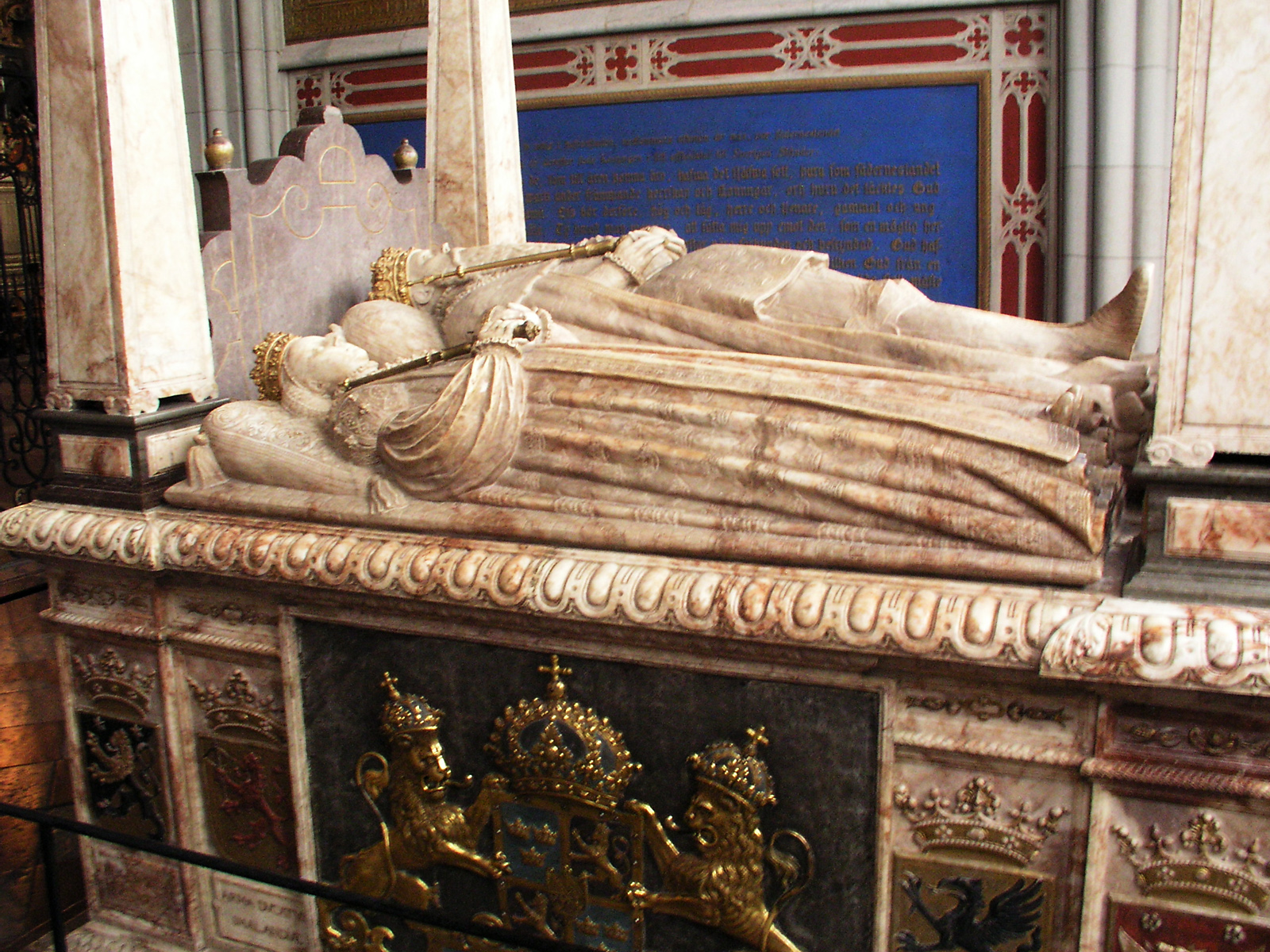
Monument över Gustav Vasas grav